# Eudaimonie

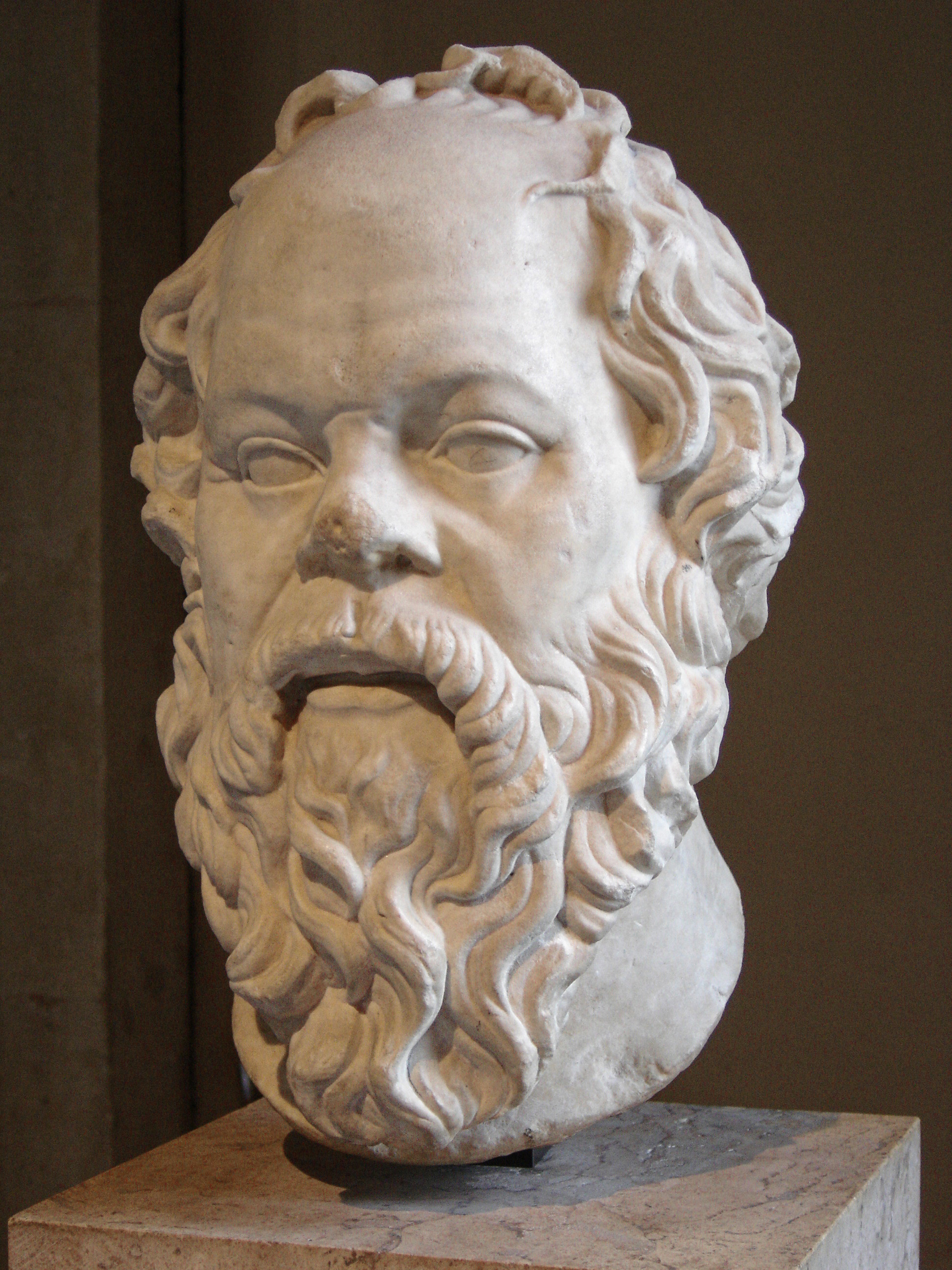
Sokrates galt als klassisches Muster eines in Eudaimonie lebenden Philosophen. Büste aus dem 1. Jahrhundert im Louvre, Paris.

Eudaimonie (auch Eudämonie; altgriechisch εὐδαιμονία eudaimonía, von εὖ eu „gut“ und δαίμων daímōn „Geist“) ist ein Begriff der antiken Philosophie. Das Wort stammt aus der Allgemeinsprache; in philosophischen Texten bezeichnet es eine gelungene Lebensführung nach den Anforderungen und Grundsätzen einer philosophischen Ethik und den damit verbundenen ausgeglichenen Gemütszustand. Gewöhnlich wird es mit „Glück“ oder „Glückseligkeit“ übersetzt. Diese Übersetzungen werden aber in der Forschung als ungenau kritisiert. Daher wird in der altertumswissenschaftlichen Fachliteratur „Eudaimonie“ oft unübersetzt gelassen.
Für die zahlreichen antiken Denker, die eine „eudaimonistische“ – auf die Eudaimonie ausgerichtete – Ethik vertraten, war es selbstverständlich, dass das mit diesem Ausdruck bezeichnete Ideal eigentlich das Ziel aller Menschen ist. Diese Annahme wird als „eudaimonistisches Axiom“ bezeichnet. Das Ziel galt als prinzipiell erreichbar. Den beschwerlichen Weg zur Eudaimonie sahen die Philosophen in ihrer jeweiligen Lehre. Ein mit der Zielvorstellung verbundenes, sehr verbreitetes Ideal war die Selbstgenügsamkeit (Autarkie). Als Kennzeichen des guten Lebens galt, dass man das „Glück“ nicht von äußeren Faktoren erhofft, sondern es in sich selbst findet, indem man sich richtig verhält. Es wurde erwartet, dass man dann in allen Lebenslagen eine unerschütterliche Gemütsruhe bewahrt. Benötigt und erarbeitet wurden Regeln für eine Lebensweise, die Eudaimonie ermöglichen sollte. Dazu gehörte in erster Linie, dass man Grundtugenden verinnerlichte. Stark umstritten war die Frage, ob die Tugenden allein ausreichen oder auch körperliche und äußere Güter benötigt werden.
Besonders folgenreich war das Eudaimoniekonzept des Aristoteles. Es wurde im Spätmittelalter erneut aufgegriffen und intensiv erörtert. In der Neuzeit ist das antike Ideal seit dem späten 18. Jahrhundert auf fundamentale Kritik gestoßen. Immanuel Kant hielt es zur Bestimmung des obersten Prinzips der Moral  für prinzipiell verfehlt. Er prägte den Begriff „Eudämonismus“ für alle ethischen Lehren, in denen das Streben nach Glückseligkeit und nicht die Pflicht als maßgeblicher Grund des sittlichen Handelns gilt. Kants Urteil beeinflusste die moderne Rezeption der antiken Konzepte stark und nachhaltig. In neueren Diskussionen der Philosophie des Glücks zeichnet sich jedoch eine zumindest teilweise Rehabilitierung des antiken Gedankenguts ab, wobei insbesondere der aristotelische Ansatz Resonanz findet.

## Antike
Der Begriff Eudaimonie entstand in der Allgemeinsprache und wurde später in die philosophische Fachterminologie übernommen. Gemeinsam ist beiden Begriffsverwendungen, dass Eudaimonie vor allem mit der Konnotation „Lebensfülle“ verbunden ist und häufig der Aspekt erfolgreicher Aktivität im Vordergrund steht. Die Übersetzung mit „Glück“ oder „Glückseligkeit“ gilt als unzulänglich, denn diese Wörter haben im Deutschen einen einseitig emotionalen Sinn. Der griechische Ausdruck bezeichnet nicht nur ein Gefühl, sondern eine optimale Lebensführung, die aus einer korrekten Einstellung resultiert und mit einem ausgezeichneten seelischen Zustand verbunden ist; das Glücksgefühl ist nur ein Aspekt davon. Im Vordergrund steht das objektive Wohlergehen, nicht das subjektive Wohlbefinden. Nicht nur ein Individuum, sondern auch ein Staat kann sich in Eudaimonie befinden.
Die Übersetzungsproblematik wird auch in der englischsprachigen Fachliteratur diskutiert. Für die Wiedergabe mit „happiness“ plädiert Gregory Vlastos, der ausführlich auf die Einwände gegen diese Übersetzung eingeht. John M. Cooper zieht „human flourishing“ vor. Ihm widerspricht Richard Kraut, der weder in „flourishing“ noch in „well-being“ eine Verbesserung gegenüber „happiness“ sieht.

### Herkunft und nichtphilosophische Verwendung des Begriffs

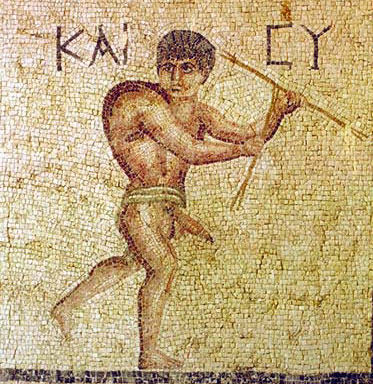
Ein wohlwollender Daimon. Mosaik aus Antiochia, 2. Jahrhundert

Das Substantiv eudaimonía und das zugehörige Adjektiv eudaímōn (εὐδαίμων) stammen ursprünglich aus der religiösen Sphäre. Bei Homer kommen diese Wörter nicht vor, sie sind wohl erst nach seiner Zeit entstanden. Das Adjektiv wurde schon von Hesiod verwendet, das Substantiv ist bei Pindar erstmals bezeugt. Ursprünglich bedeutete eudaimon „mit einem guten Daimon verbunden“. Dementsprechend war eudaimonia im allgemeinen Sprachgebrauch der Ausdruck für das Wohlergehen und den entsprechenden Gemütszustand. Als „Daimones“ bezeichnete man konkret die Götter oder gottähnlichen Geister, die in das menschliche Schicksal eingreifen. In einem allgemeineren, unpersönlichen Sinn verstand man unter „Daimon“ eine unbestimmte Gottheit oder göttliche Schicksalsmacht, deren Fügungen das menschliche Los festlegen, und auch das von ihr verhängte individuelle Geschick. Wenn der Eindruck entstand, dass jemand von einer ihm wohlgesinnten Gottheit oder einem persönlichen Schutzgeist behütet und gefördert wurde, galt er als eudaimon. Eine solche vom Glück begünstigte Person war „glücklich“. Das Gegenteil war der kakodaimon, der von einem schlechten Daimon – einem „Dämon“ – geplagte oder besessene Mensch, den das Pech verfolgte und dem es übel erging.
Wenn jemand eudaimon war, war dies an seinen Lebensumständen zu erkennen: Ihm wurde Gesundheit und ein langes Leben zuteil, seine Unternehmungen waren vom Erfolg gekrönt, er erlangte und behielt Macht, Ehre und Wohlstand. Daher wurde das Wort eudaimonia auch als Synonym für „Reichtum“ (ὄλβος ólbos) und „gutes Gelingen“ (εὐτυχία eutychía) verwendet. Im religiösen Kontext war es selbstverständlich, dass ein so von göttlichem Wohlwollen Begünstigter fromm war und sich als „Götterfreund“ willig der Macht, die sein Schicksal lenkte, unterstellte. Die eudaimonia war ein Lebensideal, dessen Verwirklichung auf einem harmonischen Zusammenwirken von göttlicher Lenkung und menschlichem Willen beruhte. Solche günstigen Umstände konnten eine Annäherung des menschlichen Lebens an das glückselige Dasein der Götter bewirken, soweit dies für Sterbliche möglich war. Allerdings war auch das Bewusstsein der Unvollkommenheit und Hinfälligkeit des menschlichen Glücks stark ausgeprägt. Pindar stellte fest, es sei unmöglich, dass ein Mensch „die ganze Eudaimonie“ gewinne, und Euripides ließ in seiner Tragödie Medea einen Unheilsboten verkünden, kein einziger Mensch sei glücklich (eudaimon). In Anbetracht der Ohnmacht des Menschen, der Mangelhaftigkeit seines Glücks und der Unaufhebbarkeit seines Leids galt es als sträflicher Hochmut, ein Glück ähnlich dem göttlichen zu erstreben oder sich für den glücklichsten Menschen zu halten.
Herodot überliefert eine Erzählung, wonach der athenische Staatsmann Solon, einer der „Sieben Weisen“, den König Kroisos besuchte, der damals auf dem Gipfel seiner Macht und seines Reichtums stand. Kroisos wollte sich von Solon bestätigen lassen, dass er der glücklichste Mensch auf der Erde sei. Dem hielt Solon seine Auffassung entgegen, niemand könne vor seinem Tod als glücklich gelten, da das Schicksal unbeständig sei und man daher erst nach dem Ende des Lebens ein Urteil fällen könne. In dieser Erzählung geht Solon von der Vorstellung aus, die Eudaimonie bestehe aus günstigen Umständen während der gesamten Lebensdauer.
Der Dichter Sophokles ließ in seiner Tragödie Antigone den Chor am Schluss verkünden, die Besonnenheit sei bei weitem das Wichtigste bei der eudaimonia. Damit meinte er Besinnung auf das Maß, das dem Menschen Angemessene; er wollte vor den Gefahren der Vermessenheit warnen, die den Stolzen ins Unglück stürze.

### Vorsokratiker
Aus dem allgemeinen Sprachgebrauch wurde ab dem 5. Jahrhundert v. Chr. der philosophische abgeleitet, wobei eudaimon und eudaimonia einen Bedeutungswandel durchmachten und zu Fachbegriffen wurden. Zwar wurde auch in philosophischer Literatur mitunter die Vorstellung eines göttlichen Schutzgeistes aufgegriffen, doch trat sie in den Hintergrund und wurde weitgehend durch neue Konzepte verdrängt. Der neue, spezifisch philosophische Gedanke war die Verlegung der Schicksalsmacht in die Seele. Der Daimon wurde nicht mehr als ein vom Menschen getrenntes göttliches Wesen aufgefasst, das willkürlich und unvorhersehbar über die Sterblichen verfügt. Aus dem persönlichen Schutzgeist wurde eine Instanz im Menschen selbst, die für seine Entscheidungen zuständig ist. Ein solcher innerer Daimon betätigt sich im Licht des Bewusstseins, sein Wirken ist vernünftig und rational nachvollziehbar. Dadurch änderte sich das Verständnis von Eudaimonie fundamental.
Die neue Sichtweise ist erstmals bei Heraklit († wohl um 460 v. Chr.) bezeugt, der in schroffer Abgrenzung vom Glauben der Volksreligion an ein gottgesandtes Schicksal behauptete: „Für den Menschen ist sein Ethos sein Daimon.“ Damit wandte sich Heraklit gegen die herkömmliche Sichtweise, der zufolge äußere Einflüsse das Verhalten des Menschen steuern und damit auch sein Versagen in kritischen Situationen verursachen. Indem er den Daimon mit dem Ethos – dem individuellen Charakter und der daraus resultierenden Haltung – gleichsetzte, machte er den Menschen selbst zum Gestalter seines Schicksals. Damit bürdete er ihm aber auch die Verantwortung für seine Taten und Lebensverhältnisse, sein Glück oder Unglück auf. Zugleich erteilte Heraklit der gängigen Verknüpfung der Eudaimonie mit dem Besitz äußerer Güter eine drastische Absage, indem er schrieb: „Wenn das Glück in den Genüssen des Körpers bestünde, würden wir das Vieh glücklich nennen, wenn es Erbsen zum Fressen findet.“
In diesem Sinne äußerte sich auch der Vorsokratiker Demokrit: „Eudaimonie und Unglückseligkeit sind Sache der Seele. Die Eudaimonie wohnt weder in Herden noch im Gold. Der Wohnsitz des Daimons ist die Seele.“ Gemäß dieser Überzeugung verwarf Demokrit die Vorstellung einer übermenschlichen, das Schicksal steuernden Macht, der Tyche. Er sah darin ein Bild, das sich die Menschen geformt hätten, um es angesichts ihrer Ratlosigkeit als Ausrede zu verwenden.
Das Auseinanderklaffen des gesellschaftlichen und des philosophischen Eudaimonie-Ideals führte offenbar zu einer Entfremdung. Der Vorsokratiker Anaxagoras soll gesagt haben, er wundere sich nicht, wenn der in Eudaimonie Lebende den „Vielen“ – der Öffentlichkeit – als eine seltsame Figur erscheine.

### Platon

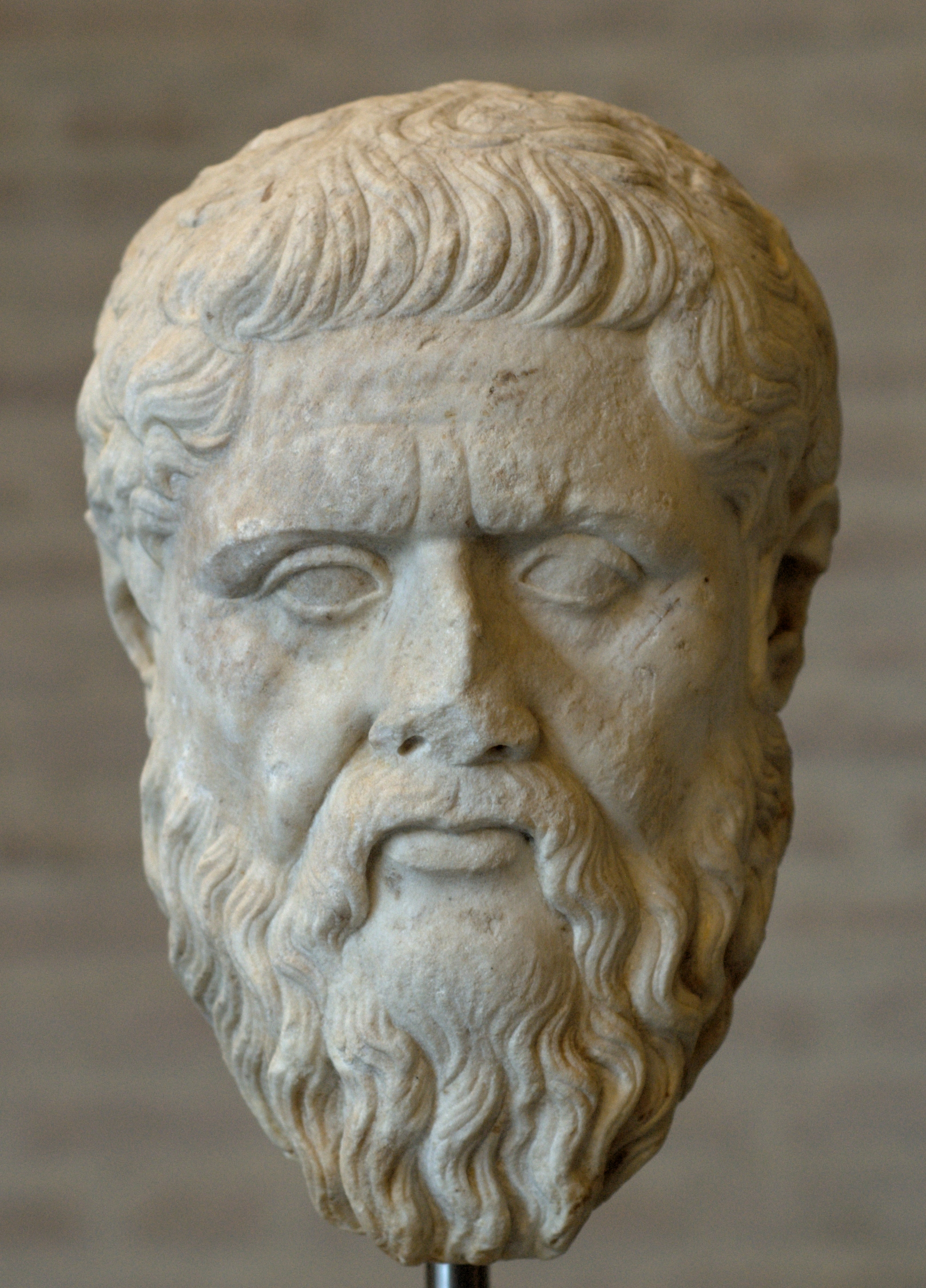
Büste Platons (römische Kopie des griechischen Platonporträts des Silanion, Glyptothek München)

In Platons Schriften zählt die Eudaimonie zu den gewichtigen Themen. Die einschlägigen Kernaussagen in seinen Dialogen wurden für den philosophischen Diskurs der Folgezeit wegweisend. Scharf unterschied er zwischen dem erfreulichen Zustand Eudaimonie als hohem Wert und der Lust (hēdonḗ), die er zwar nicht ablehnte, aber als Gut niedrigen Ranges betrachtete. Seinen Lehrer Sokrates, den er in den meisten seiner Dialoge zur Schlüsselfigur machte, stellte er als Muster eines im Sinne des Eudaimonie-Ideals lebenden Philosophen dar.
In der hierarchischen Wertordnung von Platons Ethik nimmt „das Gute“, die „platonische Idee“ des Guten, den höchsten Rang ein. Damit ist das vollkommene, absolute Gute gemeint, das Gute schlechthin, das als metaphysische Realität aufgefasst wird. Es existiert außerhalb des Bereichs der Erscheinungen und Sinneswahrnehmungen, ist aber für den Philosophen, der sich ihm zuwendet, prinzipiell erfassbar. Allerdings erfordert die Erkenntnis einer platonischen Idee bei ihrem Betrachter nicht nur intellektuelle, sondern auch ethische Qualitäten. Er muss seine seelische Beschaffenheit dem, was er begehrt, angleichen, indem er es nachahmt. Somit muss er selbst gut – das heißt tugendhaft – werden, um sich dem Guten nähern zu können. Eine Umwendung der ganzen Seele – nicht nur ihres vernunftbegabten Teils – ist nötig. Die Voraussetzung dafür ist Platons Annahme, dass die Seele ihrer Natur nach dem Göttlichen verwandt ist; ihre von vornherein gegebene, aber zeitweilig eingebüßte gottähnliche Qualität muss nur wiedergewonnen werden. Wenn das gelingt, kann die Seele an der Seligkeit der Götter teilhaben.
Im Dialog Symposion lässt Platon seinen Sokrates die Lehre vortragen, dass jeder danach strebe, dass ihm das Gute zuteilwerde. Wer dieses Ziel erreiche, der verwirkliche in seinem Leben die Eudaimonie, die ausschließlich im Besitz des Guten liege. Es sei sinnlos, nach dem Grund zu fragen, aus dem dieser Zustand begehrt werde, denn dahinter stehe kein weiteres Motiv. Die Eudaimonie sei nicht Mittel zur Erreichung eines anderen, höheren Ziels, sondern Selbstzweck. Das Verlangen nach ihr sei von erotischer Art, es sei „für jeden der größte und listenreiche Eros“.
Ausführlich wird die Frage der richtigen Lebensweise und der Eudaimonie in Platons Dialog Gorgias erörtert. Auch dort gibt Sokrates die Auffassung des Autors wieder. Sie lautet: Gute Seelen zeichnen sich durch Besonnenheit und Selbstdisziplin aus, schlechte Seelen sind zügellos und maßlos. Wer sich selbst beherrscht, ist tugendhaft. Der Besonnene ist notwendigerweise auch tapfer und gerecht und handelt daher richtig. Das bedeutet, dass er ein gelungenes Leben führt und sich im Zustand der Eudaimonie befindet. Wer hingegen Unrecht begeht, handelt unbesonnen; er hat es versäumt, die chaotischen Begierden seiner Seele der Herrschaft der Vernunft zu unterstellen. Das hat zwangsläufig sein Unglück zur Folge, auch und besonders dann, wenn er äußerlich erfolgreich ist und niemand ihn zur Rechenschaft zieht. Mit dieser provozierenden These stellt sich Sokrates in einen scharfen Gegensatz zur Meinung fast aller seiner Mitbürger. Nach dem allgemein vorherrschenden nichtphilosophischen Eudaimonieverständnis sind mächtige Unrechttäter aufgrund ihrer Machtfülle glücklich. Da sie keine Strafe fürchten müssen, können sie ihr Glück ungestört genießen. Sokrates hingegen hält die Unrechttäter, die der Strafe entgehen, für noch unglücklicher als die bestraften. Damit stößt er auf entschiedenen Widerspruch seines Gesprächspartner Kallikles, der eine radikale antiphilosophische Gegenposition vertritt. Kallikles kann dem Ziel einer dauerhaften Eudaimonie durch Besonnenheit und Zügelung der Begierden nichts abgewinnen. Er setzt das Zurückdrängen der Begierden mit einem Verzicht auf das Leben gleich. Eudaimonie ist für ihn dasselbe wie die Lust, die im Kultivieren und ungehemmten Ausleben der Begierden besteht. Nach seiner Weltanschauung kann nur der Freie glücklich sein, das heißt der, der andere beherrscht und selbst niemand dienen muss. Kallikles plädiert zwar für Befriedigung der Begierden als höchstrangiges Ziel, erwartet davon jedoch keinen andauernden Glückszustand. Aus seiner Sicht ist ständige Eudaimonie nicht einmal wünschenswert, denn für ihn ist alles Statische unlebendig wie ein Stein. Das philosophische Streben nach permanenter Eudaimonie hält er für prinzipiell verfehlt, da das Leben nur durch einen fortwährenden Wechsel von Lust und Unlust angenehm sein könne.
Ähnliche Überlegungen wie im Gorgias stellt Platon auch in den Dialogen Politeia und Nomoi an, wo er auf Glück und Unglück der Herrscher und der Staatsbürger zu sprechen kommt. In den Nomoi bezeichnet er die Eudaimonie der Bürger als Ziel der Gesetzgebung und stellt fest, große Besitzunterschiede seien ihr abträglich und daher unerwünscht; ein sehr Reicher könne nicht gut und daher auch nicht glücklich sein. Einen Staat hält Platon für eudaimon, wenn er eine gute Verfassung hat, die ihn richtig strukturiert, und wenn er nach philosophischen Grundsätzen regiert wird.
Im Dialog Euthydemos wird ebenfalls das Thema des guten Lebens angeschnitten. Auch hier geht Platons Sokrates von der für trivial befundenen Feststellung aus, dass alle Menschen danach streben, dass es ihnen gut geht. Gutes Leben bedeutet nach konventionellem Verständnis eine reichliche Ausstattung mit „Gütern“. Dazu zählt man Reichtum, Gesundheit, Schönheit, Macht und Ansehen, aber auch Tugenden wie Besonnenheit, Gerechtigkeit und Tapferkeit sowie die Weisheit. Als wichtigstes Gut gilt der Erfolg (eutychía). Hier setzt die Analyse des Sokrates an: Erfolg ist auf jedem Gebiet nur für den Kompetenten erreichbar, für den, der über das erforderliche Wissen verfügt. Daher ist Wissen oder Einsicht das, was der Mensch am dringendsten benötigt. Da der Wissende die Zusammenhänge versteht, handelt er immer richtig und ist in allem erfolgreich. Ressourcen wie Reichtum und Macht erhalten einen Wert erst dadurch, dass man von ihnen den richtigen Gebrauch macht, und dies setzt ein richtiges Verständnis voraus. Wer dieses besitzt, handelt vernünftig und weise, und seine äußeren Güter gereichen ihm zum Vorteil. Wer hingegen über keine Einsicht (phrónēsis) und Weisheit (sophía) verfügt, dem schaden seine Ressourcen sogar. Die Dinge sind an sich weder gut noch schlecht, erst die Weisheit macht sie zu Gütern und die Torheit zu Übeln. Daher ist es die Aufgabe jedes Menschen, in erster Linie Weisheit anzustreben. Wenn ihm dies gelingt, erlangt er die Eudaimonie.
In der Forschung umstritten ist die Frage, ob Platon die Tugend nur als Mittel zur Erlangung der Eudaimonie betrachtet hat („instrumentelle Deutung“) oder ob er sie auch als Bestandteil der Eudaimonie aufgefasst hat („konstitutive Deutung“).

### Xenophon
Der Schriftsteller Xenophon, ein Zeitgenosse Platons, der ebenfalls zum Umkreis des Sokrates gehörte, ließ in seinen Erinnerungen an Sokrates (Memorabilia) den berühmten Denker in fiktiven Gesprächen auftreten. In einer der Szenen behauptet ein Gesprächspartner des Sokrates, die Eudaimonie – hier im allgemeinsprachlichen Sinn als „Glück“ – sei anscheinend „das unbestrittenste Gut“. Darauf wendet Sokrates ein, dies gelte nur dann, wenn sich dieses Gut nicht aus fragwürdigen Bestandteilen wie Schönheit, Kraft, Reichtum und Ruhm zusammensetze, die oft die Ursache großen Unglücks seien. Damit verwirrt er seinen Gesprächspartner, der es für selbstverständlich gehalten hat, dass man ohne diese Güter nicht glücklich werden könne.
Xenophon nahm wie Platon einen engen Zusammenhang von Tugend und Eudaimonie an, wobei er Tugend im damals üblichen Sinn als allgemeine Tüchtigkeit oder Vortrefflichkeit (aretḗ) verstand, nicht nur als Tugendhaftigkeit im heutigen moralischen Sinn. Er sah in der Tugend das Wissen darüber, wie das Glück zu erreichen ist. Nach seinem Eindruck war Sokrates der tugendhafteste und daher auch glücklichste Mensch. Allerdings führte Xenophon das Glück nicht ausschließlich auf die Tugend zurück, sondern hielt auch einen gewissen äußeren Erfolg für eine Voraussetzung der Eudaimonie. Er meinte, der Mensch müsse, um sich glücklich zu fühlen, in seiner Beschäftigung erfolgreich, sich seines Erfolges bewusst und deswegen mit sich zufrieden sein. Außerdem benötige er Lob und Anerkennung. Glück sei ohne Anstrengung und Leistung nicht zu erlangen, mühelos erreichbares Vergnügen zähle nicht dazu.
Damit stellte sich für Xenophon die Frage, wie es sich mit der Eudaimonie verhält, wenn jemand zwar tüchtig ist, aber infolge widriger Umstände seine Aufgabe nicht erfüllen kann. Wenn das Glück aller Menschen auf dem erfolgreichen Ausführen ihrer Tätigkeit beruht, muss jemand, den etwa Altersschwäche an seiner gewohnten Beschäftigung hindert, das Glück entbehren und so den Lebenssinn einbüßen. Der Alternde fühlt, dass sein Leben immer schlechter wird, seine Denkfähigkeit nimmt ab und er kann nicht mehr mit sich zufrieden sein. Nach dem Verlust der Leistungsfähigkeit ist das Leben nach Xenophons Urteil nicht mehr lebenswert. Daher bewertete Xenophon den Tod des Sokrates, der als Siebzigjähriger hingerichtet wurde, unter diesem Gesichtspunkt positiv: Das Todesurteil sei dem alten Philosophen durchaus erwünscht gewesen, denn durch die Hinrichtung sei er dem altersbedingten Verlust der Eudaimonie entgangen. Er habe sich darüber gefreut, dass er rechtzeitig sterben konnte, ohne im Unglück gelebt zu haben.
Xenophon legte Gewicht auf die soziale Dimension des Glücksstrebens. Er hielt es für wichtig, dass man sich nicht damit begnügt, die eigene Eudaimonie unmittelbar anzustreben, sondern auch im recht verstandenen Eigeninteresse anderen bei der Erlangung des begehrten Zustands hilft. Insbesondere betrachtete er es als Aufgabe der Inhaber von Führungspositionen, ihre Untergebenen, Gefährten und Freunde bei deren Suche nach Eudaimonie zu fördern.

### Antisthenes
Antisthenes († nach 366 v. Chr.), ein namhafter Schüler des Sokrates und Gründer einer eigenen Schule, meinte, die Tugend oder Tüchtigkeit sei lehrbar und theoretisch für die Erlangung der Eudaimonie ausreichend. Zur Umsetzung in der Lebenspraxis benötige man allerdings zusätzlich die Willenskraft eines Sokrates. Die Tugend werde im Handeln verwirklicht. Damit bekannte sich Antisthenes zu dem sokratischen Grundsatz, dass das sittlich gute Handeln zur Eudaimonie führe und daher ein tugendgemäßes Leben als vorrangige Aufgabe zu gelten habe. Allerdings teilte er nicht die nach Platons Angaben von Sokrates vertretene Ansicht, ethisches Wissen habe zwangsläufig richtiges Verhalten zur Folge. Vielmehr lehrte er, dass die praktische Verwirklichung des als gut Erkannten eine besondere „Kraft“ voraussetze. Er empfahl mühsame Anstrengung, die ein Gut sei. Man solle sich auf die Befriedigung der elementaren Bedürfnisse beschränken, die mit den einfachsten Mitteln zu erreichen sei, und auf darüber hinausgehende Komfortansprüche verzichten. Anscheinend war seine Überlegung, man solle asketisch leben und sich gezielt Strapazen und Mühen aussetzen, um durch Üben die für die Tugendpraxis benötigte Kraft zu gewinnen und so zur Eudaimonie zu gelangen.

### Aristoteles

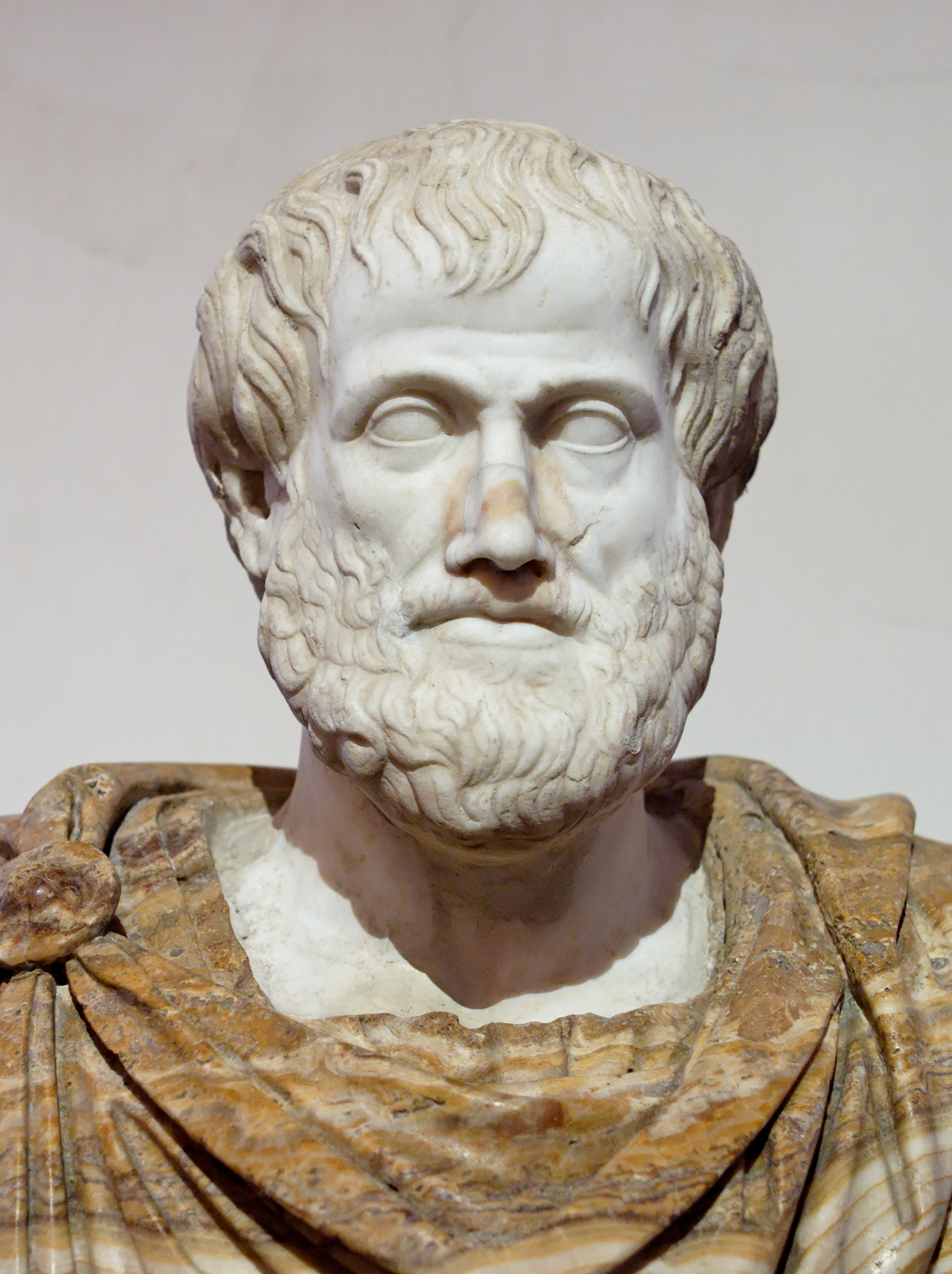
Aristoteles (Büste im Palazzo Altemps, Rom)

Platons Schüler Aristoteles knüpfte an die Überlegungen seines Lehrers an. Er wandelte sie aber ab, da er die platonische Ideenlehre ablehnte und daher die Eudaimonie nicht mit dem Erfassen der Idee des Guten verband.
Die Eudaimonie als höchstes Gut und Endziel
Wie Platon war Aristoteles der Überzeugung, dass jede Aktivität ein Ziel habe, das etwas aus der Sicht des Handelnden Gutes sein müsse. Nach der aristotelischen Lehre sind die Ziele hierarchisch geordnet; ein untergeordnetes Ziel wird stets um eines höherrangigen willen angestrebt. Letztlich geht es nur um ein einziges höchstes Ziel, dem alle anderen Ziele untergeordnet sind. Gäbe es ein solches Endziel nicht, so müsste das menschliche Streben ins Endlose voranschreiten und wäre leer und sinnlos. Das Endziel ist die Erlangung des eigentlichen Guten, das an der Spitze der Güter steht. Somit besteht die Hauptaufgabe der philosophischen Ethik darin zu bestimmen, worin das höchste Gut besteht.
Das oberste Gut und Endziel kann nur das sein, was stets ausschließlich um seiner selbst willen und nie zu einem anderen, übergeordneten Zweck begehrt wird. Das trifft nur auf die Eudaimonie zu, denn alle anderen Güter, auch die Einsicht und jede Tüchtigkeit oder Tugend, werden nicht nur um ihrer selbst willen angestrebt, sondern auch, weil man sich von ihnen Eudaimonie erhofft. Das Hauptmerkmal der Eudaimonie ist ihr autarker Charakter: Sie macht rein für sich genommen das Leben begehrenswert und lässt nirgend einen Mangel offen. Sie ist vollendet, denn es gibt nichts anderes, das ihren Wert noch erhöhen könnte, wenn es ihr hinzugefügt wird. Somit ist sie allein der höchste Wert und das oberste Ziel.
Das Endziel ist für den Einzelnen und für das Gemeinwesen – die Polis oder die Ethnie – identisch. Am Gemeinwesen tritt es aber bedeutender und vollständiger in Erscheinung, sowohl während es erreicht wird als auch bei der Sicherung des Gewonnenen. Die Eudaimonie, die der Einzelne für sich erlangt, ist zwar eine bedeutende Errungenschaft, aber noch schöner und erhabener ist die, die ganzen Völkern oder Staaten zuteilwird. Es ist die Aufgabe der Staatskunst, das zur Erlangung der allgemeinen Eudaimonie erforderliche Wissen bereitzustellen. Aristoteles betrachtet die Eudaimonie unter einem überindividuellen Gesichtspunkt. Für ihn ist das Glücksstreben des Einzelnen nicht „egoistisch“, denn es geht nicht um ein individuelles Interesse, sondern um das allgemeingültige Interesse der vernunftbegabten Gattung Mensch. Das, was der Mensch als vernünftiges Wesen kann und soll, ist nichts anderes als das, was die Natur für ihn vorgesehen hat, was aber nur durch sein bewusstes Handeln verwirklicht werden kann.
Unterschiedliche Vorstellungen von Eudaimonie
In der Nikomachischen Ethik des Aristoteles werden die unterschiedlichen Eudaimonievorstellungen geprüft. Dass die Eudaimonie das höchste durch Handeln erreichbare Gut ist und dass sie mit gutem Leben und guter Betätigung gleichzusetzen ist, darin stimmen fast alle überein. Was genau man aber darunter zu verstehen hat, darüber gehen die Meinungen auseinander. Die Menge stellt sich unter Glück Handgreifliches und Augenfälliges wie Lust, Wohlstand und Ehre vor. Kranke sehen es in der Gesundheit, Arme im Reichtum.
Nach der Einteilung des Aristoteles sind drei den verschiedenen Glückskonzepten entsprechende Lebensformen zu unterscheiden: das Genussleben, das Leben im Dienst des Staates und das Leben als Hingabe an die Philosophie. Den Genuss zum höchsten Wert zu erheben ist die offensichtlich verfehlte Entscheidung der Menge, der besonders grobschlächtigen Naturen. Diejenigen hingegen, die sich der Staatskunst widmen, sind edle und aktive Menschen. Unzulänglich ist aber ihr Motiv, denn sie suchen die Eudaimonie in der Ehre. Das bedeutet, dass sie das Ziel in etwas Äußerliches verlegen, das nicht das höchste Gut sein kann. Die Ruhmbegierigen machen sich von denen abhängig, von denen sie sich Anerkennung erhoffen, statt Selbstgenügsamkeit anzustreben. Die Qualität, mit der sie ihren Anspruch auf Ehre begründen, ist die Tüchtigkeit, die arete. Diese stellt daher einen höheren Wert dar als der Ruhm. Aber auch sie kann nicht der höchste Wert und mit der Eudaimonie identisch sein, denn man kann als Tüchtiger durchaus mit größtem Leid und Unglück beladen sein. Somit kommt als Weg zur optimalen Verwirklichung der Eudaimonie nur ein Leben als Philosoph in Betracht.
Die nähere Bestimmung der Eudaimonie
Nach der Lehre des Aristoteles kann das höchste Gut weder in der Lust noch in einer „platonischen Idee“ – einer abstrakten metaphysischen Gegebenheit jenseits der sinnlich wahrnehmbaren Welt – bestehen. Vielmehr muss das für den Menschen Gute, die Eudaimonie, etwas sein, das ganz auf seinen Leistungen beruht und von ihm durch eine bestimmte Tätigkeit verwirklicht wird. Es handelt sich, wie Aristoteles in Abgrenzung von Platon betont, nicht um einen Zustand oder eine Disposition der Seele, denn eine Fähigkeit kann nie ein Selbstzweck sein. Wenn jemand alle guten Dispositionen besitzt, aber an der Betätigung gehindert wird, kann von einem guten Leben keine Rede sein. Statische Eigenschaften oder Güter machen somit die Eudaimonie nicht aus, sondern sie muss eine Weise von Tätigkeit sein. Hierfür kommt nur eine Aktivität in Betracht, die den Menschen als solchen kennzeichnet und von allen anderen Lebewesen unterscheidet; Eudaimonie ist etwas spezifisch Menschliches. Das bedeutet, dass es sich nur um eine Betätigung der Vernunft, des Nous, handeln kann. Aristoteles bestimmt sie als eine Tätigkeit gemäß der vollkommenen Tugend in einem vollständigen Leben, oder wenn es mehrere Tugenden gibt, gemäß der vorzüglichsten von ihnen. Bei der Untersuchung der Vernunfttätigkeit unterscheidet er zwischen der „praktischen“ und der „theoretischen“ Vernunft. Praktische Vernunft ist die Einsicht, die für den Umgang mit den vergänglichen Dingen benötigt wird. „Theoretisch“ im Sinne von „betrachtend“ ist die Vernunfttätigkeit, die sich auf das Ewige und Unveränderliche richtet und Erkenntnis der grundlegenden Prinzipien ermöglicht. Mit ihr wird die Wahrheit um ihrer selbst willen betrachtet, man betreibt eine nicht zweckgebundene Wissenschaft. Wer sich solcher Betrachtung (theōría) widmet, verwirklicht dadurch seine Eudaimonie auf die bestmögliche Weise. Er praktiziert die theoretische Lebensweise, die für Aristoteles die beste ist.
Eine intensive Forschungsdiskussion dreht sich um die Frage, aus welcher Art Aktivität für Aristoteles die Eudaimonie im Sinne eines guten Lebens besteht. Nach einer Deutungsrichtung („dominant end“, „dominante Interpretation“, „exklusive Interpretation“) ist nur die theoretische Aktivität des aristotelischen Philosophen für seine Eudaimonie konstitutiv. Zwar praktiziert der Philosoph im Umgang mit seiner Familie und seinen Mitbürgern die praktischen Tugenden, aber das ist kein Gut, das er um seiner selbst willen anstrebt, sondern nur ein Mittel. Die Eudaimonie des Politikers hingegen liegt nur in seiner tugendgemäßen politischen Aktivität, die philosophische Betrachtung ist für ihn kein Ziel und gehört nicht zu seinem Leben. Die exklusive oder dominante Interpretation wurde 1965 von William Francis Ross Hardie, der die Debatte eröffnete, dargelegt und favorisiert und 1992 von Peter Stemmer neu formuliert. Nach einer anderen Deutung („inclusive end“, „inklusive Interpretation“) besteht die Eudaimonie aus Aktivitäten einer Person in zwei untereinander unabhängigen Bereichen: dem erstrangigen, theoretischen Bereich der philosophischen Bemühungen und dem zweitrangigen Bereich der praktischen Politik, der Staatskunst. Diese Sichtweise vertrat John Lloyd Ackrill 1974 in seiner Entgegnung auf Hardies Aufsatz. Eine Reihe von Philosophiehistorikern schlossen sich einer der beiden Richtungen an, andere versuchten einen Kompromiss zu finden. Nach einer weiteren Hypothese sind beide Aktivitäten konstitutiv, aber nicht untereinander unabhängig, sondern Teile eines kohärenten Ganzen. Die Struktur ihres Zusammenwirkens ist streng hierarchisch; die theoretische Aktivität ist die leitende und einheitsstiftende, sie soll in bestmöglicher Weise von der politischen unterstützt werden.
Voraussetzungen und Hindernisse der Eudaimonie
Nach dem Verständnis des Aristoteles ist die Eudaimonie ein dauerhaftes Tätigsein „in einem vollen Menschenleben“ und mit Selbstgenügsamkeit verbunden. Daher stellt sich die Frage, inwieweit die Autarkie und damit auch die Eudaimonie durch äußere Faktoren, denen man ausgeliefert ist, eingeschränkt oder aufgehoben werden kann. Beispielsweise kann jemand lange glückselig leben, aber im Alter in schweres Unheil stürzen. Nach der Antwort, die Aristoteles auf diese Frage gibt, ist Eudaimonie zwar eine Frucht philosophischer Bemühungen, aber die äußeren Lebensverhältnisse dürfen nicht als unwesentlich vernachlässigt werden. Ein Mindestmaß an Begünstigung durch die Lebensumstände ist unerlässlich; wenn äußeres Unglück und Leid überhandnehmen, wird Eudaimonie verunmöglicht. Die vernunftgemäße Bemühung allein kann das Glück nicht garantieren. Wenn beispielsweise jemand so schwere Schicksalsschläge erleidet wie der trojanische König Priamos, kann man ihn nicht glücklich nennen, auch wenn er philosophiert. Es ist kaum möglich, sich durch edle Taten auszuzeichnen, wenn man über keine Hilfsmittel wie Geld, politischen Einfluss und Unterstützung durch Freunde verfügt. Ein abstoßendes Aussehen, ein niedriger sozialer Status, Einsamkeit und Kinderlosigkeit, missratene Kinder, schlechte Freunde oder Verlust von Angehörigen sind Umstände, die mit Glückseligkeit nicht vereinbar sind. Wenn „manche Philosophen“ behaupten, ein tugendhafter Mensch sei aufgrund seiner inneren Vortrefflichkeit sogar auf der Folter noch in Eudaimonie, so „reden sie mit oder ohne Absicht einfach Unsinn“.
Zu fragen ist somit, welche Faktoren die Eudaimonie begünstigen, herbeiführen und konstituieren und welche sie behindern oder zerstören und ihr Gegenteil hervorbringen. Aus philosophischer Sicht ist Eudaimonie als „gelingendes Handeln, verbunden mit Tugend oder Selbstgenügsamkeit des Lebens“ zu definieren. Da aber auch die äußeren Lebensverhältnisse und die Tauglichkeit des eigenen Körpers eine Rolle spielen, sind ergänzend weitere gängige Bestimmungen von „Glück“ heranzuziehen: „das mit Sicherheit verbundene angenehmste Leben“ und „reichliches Vorhandensein von Besitz und körperlichen Gütern verbunden mit der Fähigkeit, diese zu bewahren und damit umzugehen“. Auf die Einzelheiten der äußeren und der körperlichen Güter geht Aristoteles ausführlich ein. Er nennt unter anderem edle Herkunft, zahlreiche und wertvolle Freundschaften, Reichtum, gute und zahlreiche Nachkommen, gute Lebensverhältnisse im Alter, Gesundheit, Schönheit, Stärke, Ansehen, Tüchtigkeit und günstige Schicksalsfügungen. Unter diesen Gesichtspunkten ist die Glückseligkeit eine Gabe der Gottheit. Allerdings werden die äußeren Güter, wie Aristoteles betont, nicht in reichlichem Ausmaß benötigt; eine bescheidene, maßvolle Ausstattung mit ihnen ist ausreichend. Der wichtigste Aspekt der Glückseligkeit ist die Eigenleistung des Menschen, der sich die Eudaimonie verschafft, indem er lernt, übt, ethisch handelt und sich mit Sorgfalt um Tüchtigkeit bemüht. Allerdings ist die Fähigkeit, Tüchtigkeit oder Tugend zu erlangen und einzuüben, keine selbstverständliche Gegebenheit. Sie ist auch von äußeren Umständen abhängig, insbesondere von einer Erziehung, welche die Charakterbildung fördert. Daher fordert Aristoteles eine Gesetzgebung, die für die richtige Erziehung und für die Gewöhnung an ethische Tüchtigkeit sorgt. Die Lüste sind aus seiner Sicht zwar großenteils minderwertig, aber im Prinzip ist die Lust nicht etwas der Eudaimonie Fremdes, sondern gehört zu ihr. Aristoteles stimmt der „allgemeinen Überzeugung“ zu, dass das glückselige Leben ein lustvolles Leben und die Lust mit dem Glück verflochten sei.
Die Freundschaft hielt Aristoteles für das wichtigste unter den äußeren Gütern. Er setzte sich besonders mit der Frage auseinander, warum der Glückselige trotz seiner Selbstgenügsamkeit Freunde benötige. Seine Antwort lautete, der Mensch sei von Natur für das Zusammenleben bestimmt und niemand wünsche, für sich allein alle Güter zu besitzen. Also komme nur ein soziales Leben für den Glückseligen in Betracht. Dann sei es offensichtlich besser, das Leben in einer Gemeinschaft von Freunden zu verbringen, als unter Fremden und zufälligen Bekannten zu leben. Außerdem betrachtete Aristoteles, da er die Eudaimonie als Tätigsein auffasste, Gelegenheiten zu tugendhafter Betätigung als unerlässliche Voraussetzung eines gelungenen Lebens. Dazu zählte er insbesondere die Möglichkeit, Freunden Wohltaten zu erweisen.
Die Annahme, dass nichtseelische Güter erforderlich sind, die Eudaimonie also nicht ausschließlich durch Optimierung der innerseelischen Verhältnisse herbeigeführt und bewahrt werden kann, ist ein Hauptmerkmal der aristotelischen Ethik. Das gute Leben hängt somit nicht allein vom richtigen Verhalten des Menschen ab, sondern auch von Faktoren, die seinem Einfluss weitgehend entzogen sind. In gewissem Ausmaß ist auch der Philosoph dem Schicksal ausgeliefert. Damit stellt sich die Frage nach der Natur des Verhältnisses zwischen den äußeren Faktoren und der Eudaimonie. Die Funktion der nichtseelischen Güter ist bei Aristoteles nicht ganz eindeutig bestimmt. Sie ist in erster Linie instrumentell: Diese Güter sind Mittel zu einer von der arete geleiteten Praxis. Daneben haben sie aber auch einen nicht-instrumentellen Bezug zur Eudaimonie in dem Sinne, dass sie als ergänzende Attribute eines gelingenden Lebens erscheinen. Unklar ist dabei, ob Aristoteles aus diesem Grund die äußeren und körperlichen Güter als integrale Bestandteile der Eudaimonie betrachtet, ihnen also den Status von eigenständigen Komponenten der Glückseligkeit zuweist. Wenn dies der Fall ist, dann ist die Eudaimonie nach seiner Lehre kein rein seelisches Gut, sondern ein Güteraggregat, eine Summe von Gütern verschiedener Klassen.
Unzweifelhaft ist für Aristoteles, dass die Eudaimonie jedem nur in dem Maß zuteilwird, in dem er sie verdient. Jeder erreicht so viel von ihr, wie er charakterliche Vorzüglichkeit und Vernunft besitzt und im Einklang damit handelt. Da Eudaimonie eine edle Tätigkeit voraussetzt, bleibt sie Aristoteles nach Kindern ebenso wie Tieren unzugänglich, da diese nicht zu edlem Handeln befähigt sind.
Eudaimonie als Ursache von Unglück
Bei der Untersuchung der Tapferkeit wies Aristoteles auf eine paradoxe Wirkung der Eudaimonie hin: Sie könne das Unglück vergrößern. Je tüchtiger und glücklicher jemand sei, desto schmerzlicher sei für ihn der Tod, denn sein Leben sei besonders lebenswert und er werde mit vollem Bewusstsein der größten Güter beraubt, wenn er im Kampf falle.

### Eudoxos von Knidos
Der Wissenschaftler Eudoxos von Knidos († wohl 345/338 v. Chr.), der zu Platons Umkreis zählte, aber eine eigenständige Philosophie entwickelte und eine eigene Schule gründete, bestimmte die Freude als höchstes Gut. Er widersprach also in der Güterlehre Platons Auffassung. Im Rahmen seines hedonistischen Konzepts deutete er die Eudaimonie als Freude.

### Frühe Platoniker
In der platonischen Akademie, der von Platon gegründeten Philosophenschule, blieb das Thema nach dem Tod des Gründers aktuell. Die Platoniker hielten am Grundsatz fest, dass der Daimon nicht in der Außenwelt, sondern in der eigenen Seele zu suchen sei und die Eudaimonie daher durch eine Wendung nach innen erlangt werde. Speusippos († 339/338 v. Chr.), Platons Nachfolger als Leiter (Scholarch) der Akademie, definierte die Eudaimonie als vollendete Verfassung (héxis) im Naturgemäßen. Nach seiner Lehre wird sie von den Tugenden oder „Tüchtigkeiten“ hervorgebracht und ist ein Zustand, nach dem alle Menschen streben; den „Guten“ geht es dabei um Ungestörtheit (aochlēsía), das heißt Beschwerdelosigkeit und auch Freiheit von Ablenkung durch die ebenfalls als störend empfundene Lust. Im Ideal der Schmerz- und Lustfreiheit, eines affektlosen Ruhezustands, kommt der antihedonistische Charakter der Ethik des Speusippos zum Ausdruck. Er legte großen Wert darauf, dass weder angenehme noch unangenehme äußere Störfaktoren die Gemütsruhe beeinträchtigen.
Xenokrates († 314/313 v. Chr.), ein Schüler Platons und als Nachfolger des Speusippos langjähriger Scholarch, verfasste eine Abhandlung mit dem Titel Über die Eudaimonie, die nicht erhalten geblieben ist. Die Eudaimonie definierte er als den Besitz der spezifisch menschlichen arete (Tüchtigkeit, Vortrefflichkeit) und der dazu erforderlichen Mittel, zu denen er die äußeren und leiblichen Güter zählte. Somit machte er die Eudaimonie nicht ausschließlich von der seelischen Tüchtigkeit oder Tugend abhängig, sondern billigte auch den Lebensumständen eine Rolle zu. Nach seiner Lehre bewirken die „Tüchtigkeiten“ die Eudaimonie und gehen zugleich als Bestandteile in sie ein. Als Bestandteile der Eudaimonie nannte er neben den stabilen charakterlichen Haltungen auch zeitweilige Eigenschaften sowie die entsprechenden einzelnen Handlungen und Bewegungen. Mit dieser Berücksichtigung des praktischen Aspekts, des tätigen Vollzugs, näherte sich Xenokrates dem aristotelischen Eudaimonieverständnis.
Herakleides Pontikos († nach 322 v. Chr.) schrieb einen heute verlorenen Dialog über die Eudaimonie. Er überlieferte eine dem Vorsokratiker Pythagoras zugeschriebene Definition der Eudaimonie als Kenntnis der Vollkommenheit von Zahlen, womit wohl eine vollkommene mathematische Ordnung der Seele gemeint war.
Platons Sekretär Philippos von Opus ist sehr wahrscheinlich der Verfasser des in der Antike zu Unrecht Platon zugeschriebenen Dialogs Epinomis. In diesem Werk wird eingangs die Frage nach der Erreichbarkeit der Eudaimonie aufgeworfen. Ein nicht namentlich genannter Gesprächsteilnehmer aus Athen äußert die Ansicht, Glückseligkeit sei für die weitaus meisten Menschen während ihres irdischen Lebens unerreichbar; nur wenige könnten sie erlangen. Es bestehe aber Hoffnung, sie nach dem Tod in einem jenseitigen Dasein zu erleben, wenn man sich wacker um eine gute Lebensführung bemüht habe. Keinesfalls könne die Menschheit als glücklich bezeichnet werden. Kein vernünftiger Mensch könne nach einem langen, notwendigerweise mühseligen Leben wünschen, ein weiteres menschliches Leben durchzumachen. Die Untersuchung des Nutzens verschiedener Fachgebiete führt den Athener schließlich zum Ergebnis, dass die Mathematik eine unerlässliche Voraussetzung für die Erlangung von Tugend, Weisheit und damit Eudaimonie bilde. Im letzten Teil seiner Ausführungen konstatiert er, die Aufgabe des Weisheitssuchers bestehe darin, die kosmische Ordnung in ihrer Gesamtheit und in ihren einzelnen Aspekten zu begreifen. Der Erkenntnisweg führe von der Erfassung des Mannigfaltigen zum Verständnis einer umfassenden Einheit, wobei letztlich der Erkennende auch hinsichtlich seiner eigenen Person von der Vielheit zur Einheit gelange, „eins“ werde und so der ewigen Eudaimonie teilhaftig werde. Den Weg der dafür erforderlichen Bemühungen könnten nur die wenigen entsprechend Begabten erfolgreich beschreiten.

### Hellenismus und römische Kaiserzeit
In der Epoche des Hellenismus stand die Frage nach den Bedingungen eines gelungenen und glücklichen Lebens weiterhin im Mittelpunkt des philosophischen Ethikdiskurses. Dabei traten die individuellen Voraussetzungen des „guten Lebens“ gegenüber den kollektiven, die Qualität der Staatsordnung betreffenden Aspekten in den Vordergrund. Malte Hossenfelder bezeichnet diese Subjektivierung als „Privatisierung des Glücks“, die fortan die abendländischen Glückslehren entscheidend geprägt habe. Die rivalisierenden Philosophenschulen entwickelten unterschiedliche Lehren vom eudaimonistischen Lebensziel. Gemeinsam war fast allen Philosophen das Festhalten am Grundsatz der maßgeblichen Bedeutung der arete, der „Tüchtigkeit“ einer Person bei der Erfüllung ihrer Aufgaben und Gestaltung ihres Lebens. Die arete galt als Mittel zur Verwirklichung der angestrebten Seligkeit oder des Seelenfriedens. In manchen Lehren wurde sie auch als ein wesentliches Element dieses Zustands aufgefasst oder sogar mit ihm gleichgesetzt. Als Bezeichnung für das ethische Ideal blieb in Platoniker- und Aristotelikerkreisen die traditionelle Bezeichnung Eudaimonie gebräuchlich, während in anderen Philosophenschulen andere Ausdrücke bevorzugt wurden.
Ein wichtiges Thema war die aristotelische These, die Autarkie des ethisch richtig Lebenden unterliege Einschränkungen durch nicht vom menschlichen Willen abhängige Faktoren. Sie bot Anlass zu einer anhaltenden Auseinandersetzung mit der Frage nach den Grenzen einer innerlichen Unabhängigkeit von äußeren Umständen.
Die Akademie und die Mittelplatoniker
In der platonischen Akademie übte Polemon von Athen († wohl 270/269 v. Chr.) von 314/313 v. Chr. bis zu seinem Tod das Amt des Scholarchen aus. In seiner Ethik spielte die Forderung nach einem naturgemäßen Leben eine zentrale Rolle. Damit meinte er eine der menschlichen Natur entsprechende Lebensweise. Mit der Berufung auf die Natur als Norm wollte er willkürlichen Setzungen und Ansprüchen entgegentreten. Sein Begriff des Lebens gemäß der Natur knüpfte wohl an die Eudaimonie-Definition des Speusippos an. Nach seiner Lehre tritt die Natur des Menschen in den Betätigungen hervor, in denen sich die Tugendhaftigkeit der Seele äußert. Aus tugendgemäßem Handeln, das einzuüben ist, ergibt sich die Eudaimonie; äußere Güter sind dafür keine notwendige Voraussetzung. Zur Eudaimonie gehört die innerseelische Harmonie zwischen dem vernünftigen und dem unvernünftigen Seelenteil. Krantor von Soloi († 276/275 v. Chr.) untersuchte die Frage, welche Bedeutung dem Reichtum, der Lust, der Gesundheit und der arete für die Eudaimonie zukommt. Er wies der arete den ersten und der Gesundheit den zweiten Rang zu.
In der Epoche der „Jüngeren Akademie“ (268/264 v. Chr. – 88/86 v. Chr.), in der ein erkenntnistheoretischer Skeptizismus herrschte, hielten es die Akademiker für unmöglich, die Wahrheit mit untrüglicher Gewissheit zu erkennen. Der berühmteste akademische Skeptiker, Karneades von Kyrene († 129/128 v. Chr.), nahm zum Ausgangspunkt seiner Erwägungen die traditionelle Auffassung, nach der das „gute Leben“ das Ziel der praktischen Philosophie ist, so wie die Gesundheit das Ziel der Medizin ist. Zur Frage, was konkret ein gutes Leben oder die Eudaimonie ausmacht, bezog er aber nicht Stellung, sondern enthielt sich gemäß der generellen Zurückhaltung der Skeptiker eines Urteils. Ebenso ließ er offen, ob das Streben selbst und für sich allein das Ziel darstellt und die Eudaimonie bewirkt oder ob nur der Erfolg der Bemühungen als das Ziel anzusehen ist. Karneades stellte die unterschiedlichen Antworten der Philosophen auf diese Fragen zusammen und brachte Argumente gegen sie vor, um die Angreifbarkeit aller Positionen und damit die Unmöglichkeit einer zwingenden Beweisführung zu zeigen.
Philon von Larisa († 84/83 v. Chr.), der letzte Scholarch der Akademie, gelangte zur Auffassung, Erkenntnis sei grundsätzlich erlangbar, wenngleich mit einem tolerierbaren Rest an Unsicherheit behaftet. Damit rückte er vom akademischen Skeptizismus ab. Er untersuchte die Frage, wie man als Philosoph einen der Philosophie unkundigen Menschen in mehreren Belehrungsschritten zur Einsicht und damit zur Eudaimonie führt. Zunächst sei der Sinn eines tugendhaften philosophischen Lebens aufzuzeigen und Kritik an diesem Konzept zu widerlegen, dann seien falsche, schädliche Meinungen über die Güter und die Übel zu beseitigen und durch zuträgliche zu ersetzen. Danach sei das Verständnis des Endziels, der Eudaimonie, zu erzeugen.
Antiochos von Askalon, der im frühen 1. Jahrhundert v. Chr. eine neue platonische Schulrichtung begründete, sah das höchste Gut des Menschen und somit das Ziel des Lebens darin, entsprechend der menschlichen Natur zu leben. Diese sei in jeder Hinsicht – also nicht nur im Charakter, sondern auch auf der körperlichen Ebene – zur Vollendung zu bringen, sodass ihr nichts mangle. Daher dürfe man den körperlichen Gütern nicht jeden Eigenwert absprechen. Auch im Bereich des Körperlichen gebe es ein Naturgemäßes, das um seiner selbst willen erstrebenswert sei und sogar zur Erreichung des höchsten Ziels beitrage. Weniger wichtig, aber nicht belanglos seien die äußeren Güter wie Freunde, Reichtum, Ehre und Macht. Sie seien zwar für ein Leben gemäß der Menschennatur nicht erforderlich, aber dennoch an sich wertvoll und erstrebenswert. Antiochos hielt an dem traditionellen platonischen Grundsatz fest, dass den seelischen Gütern, den Tugenden, ein prinzipieller Vorrang gebühre und dass ein tugendhafter Charakter allein zur Erlangung der Eudaimonie ausreiche. Nur die Grundtugenden Klugheit, Mäßigung, Tapferkeit und Gerechtigkeit seien dafür notwendig. Daher sei ein gelungenes, glückliches Leben jederzeit durch eigene Entscheidung möglich; körperliche und äußere Hindernisse und Übel könnten es nicht verhindern. Antiochos teilte aber nicht die radikale Auffassung derer, die allen nichtseelischen Gütern jeden Einfluss auf die Eudaimonie absprachen. Vielmehr nahm er innerhalb der Eudaimonie Abstufungen vor und betrachtete die nichtseelischen Güter als Faktoren, die zu einer Steigerung der Glückseligkeit führten. Ihr Besitz ermögliche dem Tugendhaften ein vollendet glückliches Leben, während die seelisch-geistigen Güter allein nur ein glückliches Leben gewährleisten könnten. Für das vollendet glückliche Leben seien die nichtseelischen Güter als konstituierende Bestandteile aufzufassen.
Die kaiserzeitlichen Mittelplatoniker bekannten sich zum Prinzip der Autarkie des tugendhaften, in Eudaimonie lebenden Menschen. Meist wiesen sie das aristotelische Eudamonie-Konzept, das Zufallsgütern Relevanz zusprach, nachdrücklich zurück. Aber auch der Gedanke eines Kompromisses wie der Lösung des Antiochos fand mitunter Anklang. Im 2. Jahrhundert bekämpfte der Mittelplatoniker Attikos vehement die Güterlehre des Aristoteles. Er verteidigte die platonische These, wonach die Tugend allein zur Erlangung der Eudaimonie ausreicht, gegen die aristotelische Lehrmeinung, nach der auch leibliche und äußere Güter für den erstrebten Zustand benötigt werden. Attikos polemisierte gegen die Behauptung, die Glückseligkeit hänge auch von vornehmer Herkunft, körperlicher Schönheit und Wohlstand ab. Darin sah er ein niedriges und verfehltes Denken, das die Eudaimonie von Zufällen abhängig mache und damit herabwürdige. Auch der Mittelplatoniker Alkinoos, der vermutlich im 2. Jahrhundert lebte, verwarf die aristotelische Eudaimonielehre. In seinem „Lehrbuch (didaskalikós) der Grundsätze Platons“ schrieb er, nach der platonischen Lehre liege die Eudaimonie nicht in den menschlichen Gütern, sondern in den „göttlichen und gesegneten“. Wer Wissen über das erste Prinzip, die Idee des Guten, besitze, der sei in höchstem Maße der Eudaimonie teilhaftig, auch wenn äußerer Erfolg gänzlich ausbleibe. Daran könnten auch Übel wie Verbannung und Tod nichts ändern. Wer hingegen über solches Wissen nicht verfüge, dem könnten Reichtum, Macht, Gesundheit, Stärke und Schönheit nicht im mindesten zur Glückseligkeit verhelfen.
Die Peripatetiker
Auch im Peripatos, der Philosophenschule des Aristoteles, hielt das Interesse an dem Thema nach dem Tod des Schulgründers an. Im 3. und 2. Jahrhundert v. Chr. bemühten sich die Peripatetiker, das Konzept des Aristoteles gegen Kritik zu verteidigen. Theophrast (372/369–288/285 v. Chr.), der Nachfolger des Aristoteles als Schulleiter, und Straton von Lampsakos († 270/267 v. Chr.), der dritte Scholarch des Peripatos, widmeten der Eudaimonie besondere Abhandlungen, die heute verloren sind.
Unterschiedliche Ansichten vertraten die Peripatetiker hinsichtlich der Frage, ob die Bedeutung der außerseelischen Güter für die Eudaimonie rein instrumentell aufzufassen ist oder ob sie einen – wenn auch geringen – Teil von ihr bilden und die Glückseligkeit somit ein Aggregat von Gütern (symplḗrōma agathṓn) darstellt.
In einem von Johannes Stobaios überlieferten Abriss der peripatetischen Ethik, der Material aus mindestens einem unbekannten peripatetischen Werk enthält und auf ein heute verlorenes Handbuch des Doxographen Areios Didymos zurückgeführt wird, findet sich eine Darstellung der Eudaimonielehre. Nach den dortigen Ausführungen ist die Tugend sowohl nach ihrem inneren Wert als auch in ihrer Wirksamkeit den körperlichen und äußeren Gütern weit überlegen. Daher kann das philosophische Lebensziel nicht als Summierung seelischer, leiblicher und äußerer Güter definiert werden. Vielmehr ist es ein Leben nach der Tugend mitten in allen oder den meisten und wichtigsten leiblichen und äußeren Gütern. Die nichtseelischen Güter sollen das Leben begleiten, sind aber keine Bestandteile der Eudaimonie, sondern nur Instrumente. Sie liefern, wenn sie vorhanden sind, nur einen Beitrag dazu, das gute Leben herbeizuführen. Das wird damit begründet, dass die Eudaimonie auf dem Handeln beruhe, aber keines der außerseelischen Güter eine Aktivität sei. Die Eudaimonie wird als eine tugendgemäße Aktivität in Handlungen, die nach Wunsch ausgestattet sind, definiert. Allerdings wird der Wert der außerseelischen Güter in dieser Variante der peripatetischen Ethik deutlich höher eingeschätzt als bei Aristoteles. Ein unbekannter Peripatetiker, dessen Auffassung Stobaios mitteilt, gibt in seiner Auseinandersetzung mit einem radikal asketischen Standpunkt zu erkennen, dass er den Annehmlichkeiten des Lebens zugetan ist. Er meint, die Tugend selbst vollbringe lediglich schöne Taten, die Eudaimonie hingegen bringe schöne und gute hervor. Der in Eudaimonie Lebende wolle nicht in furchtbaren Situationen ausharren, sondern die Güter genießen und die Gerechtigkeit in der Gemeinschaft erhalten. Er verzichte weder auf die Schönheit der Kontemplation noch auf die im Leben notwendigen Dinge. Die Eudaimonie müsse nicht mit Entsagung verbunden sein, sie sei etwas sehr Angenehmes und sehr Schönes.
Der im 2. Jahrhundert lebende Aristoteles-Kommentator Aspasios setzte sich mit der Frage auseinander, ob die Eudaimonie von einer praktischen Tätigkeit erzeugt wird oder dem Leben der Kontemplation zugeordnet ist. Eine Antwort war für die Klärung des Verhältnisses des Philosophen zur politischen Betätigung wichtig. Das Problem ergab sich daraus, dass die einschlägigen Äußerungen des Aristoteles widersprüchlich schienen. Aspasios ließ verschiedene Lösungsmöglichkeiten offen. Nach einer möglichen Erklärung besteht die Eudaimonie in einer Tätigkeit gemäß der vollkommenen Tugend, welche die Summe aller praktischen und theoretischen Tugenden ist. Eine andere, von Aspasios favorisierte Möglichkeit ist das Modell einer doppelten Eudaimonie: einer praktischen, unvollkommeneren und einer theoretischen, besseren. Anhand von Beispielen verteidigte Aspasios die Notwendigkeit bestimmter körperlicher und äußerer Güter. Deren Fehlen sei nicht nur für die Eudaimonie, sondern auch für das tugendhafte Handeln ein Hindernis.
An der Wende vom 2. zum 3. Jahrhundert lebte der namhafte Aristoteles-Kommentator Alexander von Aphrodisias. In einem ihm zugeschriebenen Text, der Mantissa, wird eine Vielzahl von Argumenten vorgetragen, die zeigen sollen, dass die Tugend allein zur Erlangung der Eudaimonie nicht ausreiche. Unter anderem wird vorgebracht, der Mensch zeige eine naturgemäße Neigung zu den außerseelischen Gütern. Daraus sei ersichtlich, dass solche Güter für die Eudaimonie relevant sein müssten, denn etwas Naturgemäßes könne nicht sinnlos sein, sondern müsse einen Zweck haben, und dieser bestehe im vorliegenden Fall in einem wesentlichen Beitrag zur Erreichung des Lebensziels. Wenn der Weise zwischen Tugend allein und Tugend zusammen mit außerseelischen Gütern wählen könne, wähle er Letzteres, und dies zeige, dass diese Güter nicht belanglos seien.
Die hellenistischen Stoiker
Die Stoiker sahen ebenso wie die Platoniker und die Peripatetiker in der Eudaimonie das Ziel (télos) schlechthin, um dessentwillen alles getan wird und das selbst keinem höheren Zweck untergeordnet ist. Für sie war das, was die Eudaimonie ausmacht, das gute Leben in Übereinstimmung mit dem Logos (der göttlichen Weltordnung) oder – anders ausgedrückt – mit der Natur. Allerdings hielten sie nicht alles Naturgemäße für ethisch relevant. In der Ablehnung des Hedonismus stimmten sie mit den Platonikern und den Peripatetikern überein. In einen scharfen Gegensatz zu den Peripatetikern traten sie jedoch bei der Bestimmung der Voraussetzungen des angestrebten Idealzustands, denn sie hielten die auf Erkenntnis basierende Tugend für das Einzige, was für das gute Leben zählt. Nach ihrer Lehre ist die Tugendhaftigkeit für den optimalen Zustand des Menschen nicht nur notwendig, sondern auch ausreichend. Der tugendhaft lebende Weise ist zwangsläufig immer eudaimon. Nicht etwa erfreuliche Folgen der Tugend verursachen die Eudaimonie, sondern sie selbst macht den erstrebten Idealzustand aus. Tugend und Eudaimonie werden nur begrifflich unterschieden, der Sache nach sind sie dasselbe. Die äußeren Lebensumstände sind für das gute Leben völlig belanglos. Sie können die Eudaimonie weder fördern noch beeinträchtigen und zählen daher zu den Adiaphora, den hinsichtlich des Ziels irrelevanten Dingen. Die Eudaimonie ist nicht abgestuft, sondern entweder voll oder gar nicht gegeben. Aufs äußerste zugespitzt lautet die stoische These, der Weise sei auch dann noch glücklich, wenn er gefoltert werde. Vor dieser Konsequenz aus ihrer Überzeugung schreckten die Stoiker nicht zurück. Damit nahmen sie eine radikale Gegenposition zur Güterlehre des Aristoteles ein. Über diese Meinungsverschiedenheit kam es zu heftigen Kontroversen zwischen Stoikern und Peripatetikern. Dabei war die einschlägige Schrift Theophrasts, die offenbar als maßgebliche Darstellung der peripatetischen Position galt, ein bevorzugtes Angriffsziel der Stoiker. Von stoischer Seite wurde das Argument vorgebracht, dass keine Faktoren, die der Tugend fremd seien, irgendwie zur Eudaimonie beitragen könnten, denn anderenfalls wäre die Eudaimonie nicht in ihrer Ganzheit tugendmäßig und deswegen nicht vollkommen, sondern mit etwas Minderwertigem behaftet. Dagegen wurde aus peripatetischer Sicht eingewendet, die Eudaimonie ergebe sich aus der tugendhaften Betätigung der Seele und die Benutzung materieller Hilfsmittel beeinträchtige ihren tugendhaften Charakter ebenso wenig, wie die Benutzung einer Flöte oder eines chirurgischen Instruments die Kunst des Musikers oder die des Arztes vermindere.
Chrysippos von Soloi (281/277–208/204 v. Chr.), einer der namhaftesten Wortführer der Stoa, bestimmte das Ziel als Leben gemäß der auf Erfahrung beruhenden Kenntnis dessen, was sich von Natur aus ereignet. Damit machte er die Erforschung der Natur – womit er sowohl die Natur der Welt als auch die des Menschen meinte – zur Voraussetzung des richtigen Lebens und der Eudaimonie. Mit dieser Überlegung forderte er eine naturwissenschaftliche Begründung der Ethik. Ein weiterer einflussreicher Stoiker, Panaitios von Rhodos (185/180–110/109 v. Chr.), wandelte die Zielformel etwas ab. Für ihn war das Ziel ein Leben gemäß den von der Natur gegebenen Ansatzpunkten, das heißt mit Ausbildung und Ausgestaltung der individuellen Anlagen im Rahmen der sittlichen Grundsätze, die sich aus der allgemeinen Menschennatur ergeben. Damit brachte er einen neuen Gedanken ein: Die Eudaimonie kann auf individuell verschiedenen Wegen erreicht werden. Da Panaitios die Tugend in der Verwirklichung des sittlich Gebotenen sah und dabei berücksichtigte, dass die Möglichkeit zur Verwirklichung vom körperlichen Zustand und von äußeren Umständen abhängt, weichte er das stoische Dogma der Belanglosigkeit der außerseelischen Güter auf. Er hielt aber an dem Grundsatz fest, dass das sittlich Gute das einzige Gut ist.
Poseidonios, ein berühmter Stoiker der ersten Hälfte des 1. Jahrhunderts v. Chr., setzte sich kritisch mit den bisherigen stoischen Definitionen des Lebensziels auseinander und fand eine neue Formulierung. Er bestimmte das Ziel als ein Leben, in dem man die Wahrheit und Ordnung des Alls betrachtend erkennt und sie nach Kräften mitverwirklicht, indem man sich in nichts vom Unvernünftigen der Seele treiben lässt. Demnach besteht das Ziel sowohl in der Naturerkenntnis als auch darin, dass man bei der Verwirklichung der Weltordnung mitwirkt, indem man sich selbst in Ordnung bringt. Wie die ältere stoische Tradition sprach Poseidonios der Gesundheit und den vorteilhaften Lebensbedingungen den Status von Gütern ab und machte die Eudaimonie allein vom sittlich Guten abhängig, billigte aber wie Panaitios den günstigen Lebensverhältnissen einen gewissen Wert zu. Diese Konzession wurde in der späteren Überlieferung vergröbert dargestellt, und es entstand der falsche Eindruck, er habe in der Güterlehre das stoische Dogma aufgegeben.
Die Kyniker
Die Kyniker propagierten wie die Stoiker ein Ideal asketischer Selbstgenügsamkeit und innerer Freiheit. Sie teilten die stoische Überzeugung, der Weise sei dank seiner Tugend autark und das gute Leben könne verwirklicht werden, wenn man die seelische Abhängigkeit von Bedürfnissen, Leidenschaften und äußeren Umständen beende. Im Gegensatz zu den Stoikern hielten die Kyniker aber Erkenntnisgewinn durch theoretische Studien und philosophischen Unterricht für überflüssig. Als reine Praktiker stellten sie sich auf den Standpunkt, es komme nur auf die Umsetzung der Autarkie im Alltag an.
Der bekannteste Wortführer des Kynismus war der im 4. Jahrhundert v. Chr. tätige Diogenes von Sinope. Er betonte die Notwendigkeit, die Willenskraft zu stärken und den Körper abzuhärten, um sowohl gegenüber physischem Leid als auch gegenüber der Lust die überlegene Haltung der Unempfindlichkeit (apátheia) zu gewinnen. Durch Übung könne man alles meistern, wogegen ohne sie nichts im Leben gelinge. Es komme nur darauf an, die Anstrengung statt auf den unnützen Luxus der Zivilisation auf das Naturgemäße zu richten, dann könne man in Eudaimonie leben. Wer freiwillige Armut praktiziere, habe nichts zu verlieren und sehe möglichen Schicksalsschlägen gelassen entgegen, da er gut dafür gerüstet sei. Die Lust verwarf Diogenes nicht; er wandte sich nur nachdrücklich dagegen, sie zum Kriterium des Glücks zu machen, und behauptete, die Freiheit vom Lustbedürfnis sei die größte Lust. Das Glück mit der Lust gleichzusetzen oder von ihr abhängig zu machen erschien den Kynikern als fundamentaler, verhängnisvoller Fehler, der ins Leid führe. Eine Besonderheit des kynischen Wegs war die konsequente Ablehnung und demonstrative Verachtung aller sozialen Normen. Die innere Abhängigkeit von Verhaltensregeln der Gesellschaft betrachteten die Kyniker als großes Hindernis, das der Freiheit und Eudaimonie entgegenstehe. Ihr Eudaimoniekonzept stand in scharfem Kontrast zu den gängigen außerphilosophischen Glücksvorstellungen, die all das beinhalteten, was die Kyniker verachteten: Wohlstand, Macht und Ansehen.
Die Epikureer
Epikur († 271/270 v. Chr.), der Gründer der epikureischen Schule, schrieb, man müsse das einüben, was einem die Eudaimonie verschaffe, „ob wir nun alles haben, weil sie da ist, oder ob wir alles tun, um sie zu erreichen, weil sie nicht da ist“. Bei den Anhängern seiner Lehre, den Epikureern, galt ebenso wie in den anderen großen Schulen das „gute Leben“ als Ziel allen Handelns. Auch für sie war die Autarkie, die Unabhängigkeit von äußeren Umständen, ein zentrales Element des gelungenen philosophischen Lebens. Mit den Anhängern der anderen Hauptrichtungen stimmten sie in der Überzeugung überein, dass es auf die innere Einstellung ankomme, über die der Mensch selbst Herr sei und die er so zu formen habe, dass das bestmögliche Leben erreicht werde. Eine fundamentale Abweichung des Epikureismus von den anderen bedeutenden Strömungen bestand aber in der Bestimmung des Ziels. Dieses war für die Epikureer die Lust, die sie als Hedonisten zum höchsten Gut machten. Damit fiel für sie die Eudaimonie als eigenständiger Zustand weg, sie wurde nicht von der Lust unterschieden. Allerdings verstand Epikur unter optimaler Lust im philosophischen Sinn nicht intensivstes sinnliches Vergnügen, sondern Schmerzlosigkeit und vollkommenen inneren Frieden (Ataraxie) als dauerhaften Zustand. Er lehrte, dieser Zustand sei durch vernünftige Einsicht, durch die Tugenden und durch Verzicht auf schädliche Begierden zu erreichen. Allerdings sah er in der Tugendhaftigkeit keinen Wert an sich, sondern fasste sie nur als Mittel zur Lust auf. Beispielsweise stellte er fest, der Gerechte erfreue sich des größten Seelenfriedens, während der Ungerechte von innerem Unfrieden erfüllt sei. Großes Gewicht legte er auf nüchterne Überlegung und auf die Überwindung der Furcht durch Einsicht. Der Neigung zur Unzufriedenheit setzte er seine Hochschätzung der Genügsamkeit entgegen. Somit weist die epikureische Vorstellung vom guten Leben erhebliche Übereinstimmungen mit den Eudaimonie-Konzepten der anderen Hauptrichtungen auf, unterscheidet sich aber auch wesentlich von ihnen.
Für die praktische Umsetzung führte Epikur Verhaltensregeln ein. Nach seiner Lehre führt man, wenn man sich an die epikureischen Grundsätze hält, als Mensch das Leben eines Gottes. Dabei berief sich Epikur auf sein eigenes Leben als Beleg für die Richtigkeit seiner Auffassung. Bildung (Paideia) hielt er nicht für erforderlich, da sie nichts zum Erlangen der Eudaimonie beitrage. Als unentbehrlich betrachtete er hingegen die Freundschaft, die bei den Epikureern hingebungsvoll kultiviert wurde.
Die Kyrenaiker
Außerhalb des vorherrschenden Konsenses über den hohen Wert der Tugend und des sittlich Guten standen die Kyrenaiker, eine kleinere Strömung. Sie hielten die Empfindungen für die einzige dem Menschen zugängliche und für ihn relevante Wirklichkeit. Als radikale Hedonisten waren sie der Überzeugung, die Lust sei für alle Lebewesen das einzige wahre Gut und der Schmerz das Übel schlechthin. Nach ihrer Lehre ist nichts von Natur aus gerecht und gut oder verwerflich, vielmehr beruhen solche Bewertungen nur auf Konvention und Gewohnheit. Daher stellt moralisches Verhalten an sich keinen Wert dar. An die moralischen Normen der Gesellschaft soll man sich zwar halten, aber nicht um der Moral selbst willen, sondern nur um Strafen und Unannehmlichkeiten zu entgehen und so eine Lustminderung zu vermeiden. Im Rahmen eines solchen Systems konnte Eudaimonie nur als Summe der einzelnen Lustempfindungen oder als permanente Lust sinnvoll definiert werden. Die Kyrenaiker meinten, eine solche Akkumulation von Lustempfindungen sei sehr schwer zu verwirklichen, da die entgegenstehenden Unlustfaktoren kaum ganz auszuschalten seien. Außerdem sei die Eudaimonie nicht um ihrer selbst willen erstrebenswert; wertvoll seien nur die einzelnen Lustempfindungen, aus denen sie sich zusammensetze. Eine Richtung der Kyrenaiker, die nach Hegesias benannten Hegesiaker, lehrte, es gebe so viele Enttäuschungen sowie körperliche und seelische Beschwerden, dass Eudaimonie prinzipiell unerreichbar sei.
In der Forschung umstritten ist die Frage, ob der kyrenaische Hedonismus als prinzipielle Ablehnung des Eudaimonismus zu interpretieren ist oder in einem weiten Sinn als eudaimonistisch bezeichnet werden kann. Forscher, die ihn als nichteudaimonistische Lehre deuten, sehen in ihm die einzige Ausnahme von dem eudaimonistischen Konsens der antiken Philosophen.
Die pyrrhonischen Skeptiker
Auch die nichtakademischen Skeptiker, die bestritten, dass in den Lehren der verschiedenen philosophischen Schulen gesicherte Erkenntnis zu finden sei, vertraten ein Eudaimonie-Ideal. Sie meinten, die Zurückweisung aller „dogmatischen“ Ansprüche auf Wahrheitsbesitz ermögliche den erwünschten Zustand. Der Begründer dieser Richtung, Pyrrhon von Elis (ca. 365/360 – ca. 275/270 v. Chr.), verfasste keine Schriften, doch lassen sich seine Anschauungen („pyrrhonische Skepsis“) nach den Angaben seines Schülers Timon von Phleius ungefähr rekonstruieren. Pyrrhon beeindruckte seine Zeitgenossen mit seiner Lebensführung. Seinen Bewunderern erschien er als Vorbild eines in Seelenruhe verharrenden Menschen; er erweckte den Eindruck, auf eine Art zu leben, die den gängigen Vorstellungen von philosophischer Eudaimonie entsprach. Unklar ist, ob Pyrrhon in erster Linie einen Weg zur Eudaimonie suchte oder ob er die Glückseligkeit nur als willkommenen Nebeneffekt der skeptischen Weltanschauung betrachtete. Einer Überlieferung zufolge suchten die Skeptiker anfänglich nach Wissen in der Hoffnung, dadurch zur Gemütsruhe zu gelangen. Als sie damit scheiterten und daraufhin beschlossen, sich der Urteile zu enthalten, stellte sich eben dadurch überraschenderweise der Seelenfrieden ein. Timon soll behauptet haben, die Gemütsruhe folge der Urteilsenthaltung wie ein Schatten. Insbesondere lehnten die Pyrrhoneer Bewertungen ab, da sie ihnen keine objektive Gültigkeit zubilligten. Sie meinten, nichts sei von Natur aus ein Gut oder ein Übel. Wer etwas für an sich gut oder übel halte, der lebe in endlosen Beunruhigungen und könne nicht glücklich sein. Wer hingegen darauf verzichte, das eine gut und das andere schlecht zu finden, gewinne dadurch eine gelassene Haltung. Der quälende Eifer für das vermeintlich Gute und die Anstrengung zur Vermeidung des vermeintlich Üblen falle dann weg.
Die Neupythagoreer
Fragen der Eudaimonie werden auch im pseudepigraphen neupythagoreischen Schrifttum erörtert. Es handelt sich um schwer datierbare, unter falschen Verfassernamen verbreitete Werke aus der Zeit des Hellenismus oder der römischen Kaiserzeit. Im Gedankengut der unbekannten neupythagoreischen Autoren sind platonische und aristotelische Elemente erkennbar. Sie bezeichneten die Eudaimonie als „die Vollkommenheit des menschlichen Lebens“ oder als „die Vollkommenheit und die Vollendung der menschlichen Güter“. Hinsichtlich der Bedeutung der außerseelischen Güter schlossen sie sich der peripatetischen Auffassung an. Sie behaupteten, ohne ein gewisses Maß an Glücksgütern sei die Eudaimonie nicht erreichbar, die Tugend allein genüge nicht. Die Tugend sei die Vollendung der menschlichen Natur, die Eudaimonie die Vollendung des menschlichen Lebens. Da das Erwerben der Tugend in der Macht des Menschen stehe, was bei den Glücksgütern nicht der Fall sei, sei der Tugendhafte zu loben, der in Eudaimonie Lebende selig zu preisen. Eudaimonie setze nicht nur den ruhenden Besitz der Tugend voraus, sondern auch deren Ausübung. Sie könne als von glücklichen äußeren Umständen begünstigte Ausübung der Tugend definiert werden. Allerdings kommt im neupythagoreischen Schrifttum auch der Hinweis vor, dass die Segnungen des Glücks durch ein Übermaß sogar bei guten Menschen Seele und Geist beeinträchtigen könnten, so wie die Augen unter zu starkem Licht zu leiden hätten. Wünschenswert sei das richtige Maß an Glück.
Die lateinische Terminologie
Im Römischen Reich setzte im 1. Jahrhundert v. Chr. in der Bildungsschicht eine breite Rezeption der griechischen Philosophie ein. Der namhafteste Vermittler griechischen philosophischen Gedankenguts an die lateinischsprachige Welt war Cicero. Auch sein Zeitgenosse Marcus Terentius Varro leistete einen gewichtigen Beitrag. Varro schlug vor, den Fachausdruck eudaimon lateinisch mit felix wiederzugeben. Dieses lateinische Adjektiv bezeichnete seiner religiös geprägten Grundbedeutung nach ungefähr dasselbe wie eudaimon im vor- und außerphilosophischen Sprachgebrauch: Ein vom Glück begünstigter, äußerlich erfolgreicher Mensch, dem die Götter besondere Gunst zu schenken schienen, wurde felix genannt. Cicero hingegen zog die Übersetzung mit beatus vor, einem Ausdruck, der sich ursprünglich ebenfalls auf eine Beglückung von außen bezog und nun einen philosophischen Akzent erhielt. Ebenso wie die griechischen Philosophen betonten die römischen die innerseelische Grundlage des angestrebten Ideals im Gegensatz zu vorteilhaften äußeren Lebensbedingungen. Im philosophischen Sprachgebrauch bürgerte es sich ein, einen von innen her Glücklichen als beatus zu bezeichnen. Als lateinische Entsprechungen von eudaimonia führte Cicero die Wortneubildungen beatitas und beatitudo („Glückseligkeit“) ein, die er aber nur vereinzelt verwendete. Bei den späteren lateinischsprachigen Denkern setzte sich beatitudo durch, man sprach auch vom „glücklichen Leben“ (beata vita).
Cicero

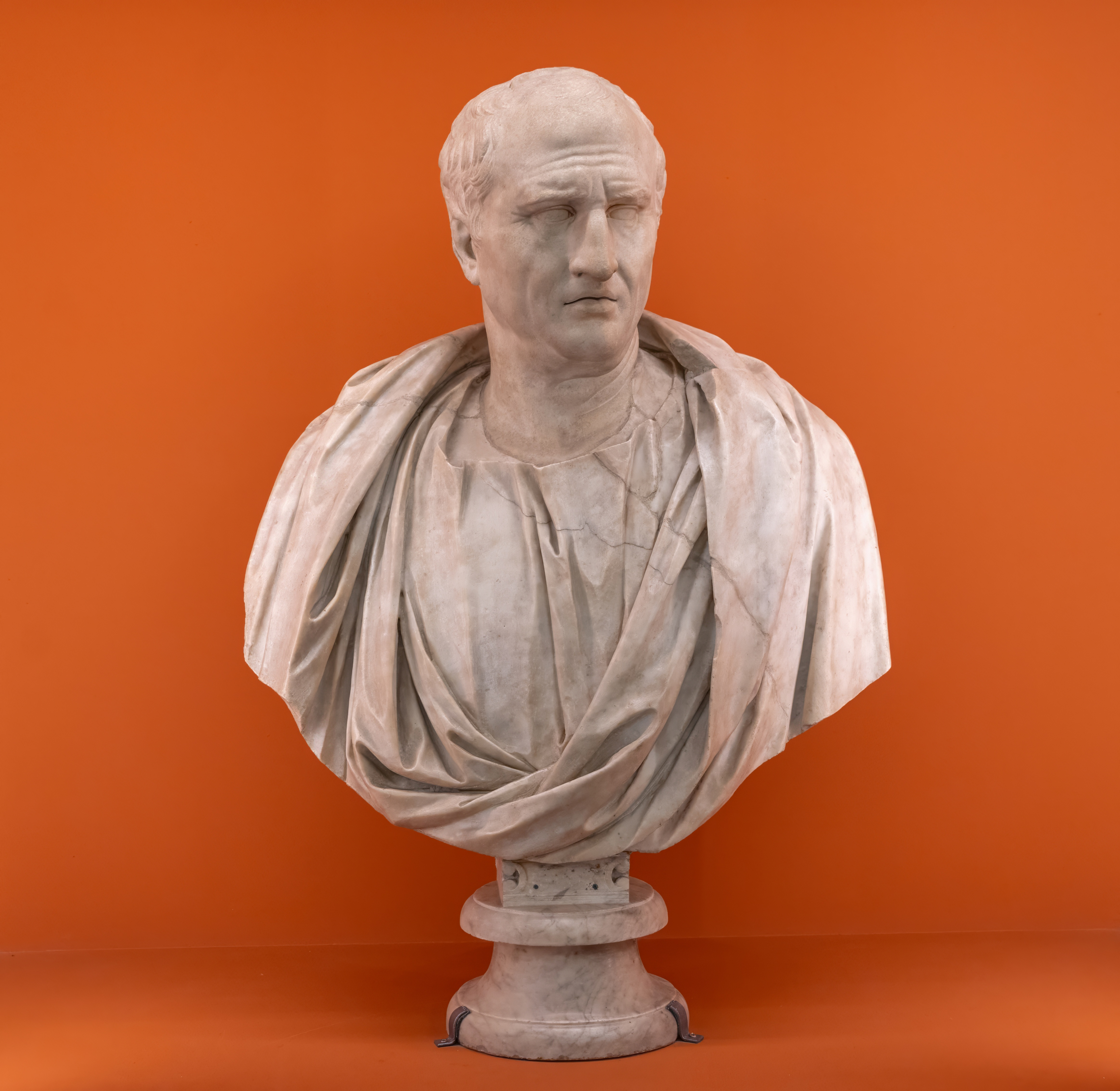
Cicero (Büste in den Kapitolinischen Museen, Rom)

Cicero setzte sich im fünften Dialog seiner Tusculanae disputationes ausführlich mit der Frage der Autarkie des Weisen auseinander. In dem Dialog wird untersucht, ob die Glückseligkeit ausschließlich auf der Tugend basiert und der Weise somit dank seiner Tugend seelisch unverletzlich ist oder ob auch außerseelische Güter benötigt werden und daher Unglücksfälle, insbesondere Schmerzen, die Eudaimonie des Weisen beeinträchtigen können. Die Lehrmeinungen verschiedener Philosophen zu dieser Frage werden erörtert, wobei das Extrembeispiel der Folterschmerzen die Problematik drastisch illustriert. Die Diskussion führt zu dem Ergebnis, dass der Weise tatsächlich autark sei und darüber unter den philosophischen Schulrichtungen trotz aller Meinungsverschiedenheiten über Einzelheiten Konsens bestehe.
In seiner Schrift De finibus bonorum et malorum griff Cicero die epikureische Glückslehre an. Er machte geltend, Glückseligkeit könne nur dann gegeben sein, wenn sie dem Weisen uneingeschränkt verfügbar sei und wenn er sich darauf verlassen könne, dass sie unverlierbar sei. Wer ihrer Dauerhaftigkeit misstraue, müsse sich vor künftigem Unglück ängstigen und könne sich daher nicht in Eudaimonie befinden. Daher sei die epikureische Gleichsetzung von Eudaimonie und Lust verfehlt, denn das, was die Lust hervorbringe, stehe nicht in der Macht des Weisen, und ununterbrochene Lust sei unmöglich. Im Epikureismus werde das Leid auf weltfremde Weise verharmlost. Damit werde die Illusion erzeugt, eine als Lust aufgefasste Eudaimonie sei als Dauerzustand erreichbar. Es sei widersinnig, die Lust für das höchste Gut und den Schmerz für das größte Übel zu halten und zugleich zu behaupten, der Weise könne immer glückselig sein, auch wenn er Schmerzen erleide.
Varro
Varro stellte sich in die Traditionslinie des Antiochos von Askalon. Wie dieser verwarf er die These, die körperlichen Güter seien belanglos. Manche von ihnen zählte er zu den Voraussetzungen des Glücks, da die Tugend ohne sie nicht bestehen könne. Damit ging er deutlich über die Wertschätzung der körperlichen Güter bei Antiochos hinaus. Er unterschied drei Glücksstufen: ein „glückliches Leben“ (vita beata), das man führt, wenn nur die Mindestvoraussetzungen der Eudaimonie erfüllt sind, ein „glücklicheres Leben“ (vita beatior) derjenigen, die über einige oder fast alle der wünschenswerten, aber nicht notwendigen Güter verfügen, und ein in höchstem Maß glückliches Leben (vita beatissima), das dem zuteilwird, der alle Güter erlangt hat.
Brutus
Der Politiker Marcus Iunius Brutus († 42 v. Chr.), der sich auch als philosophischer Schriftsteller betätigte, knüpfte in seiner heute verlorenen Abhandlung über die Tugend ebenfalls an die Lehre des Antiochos von Askalon an. Er war der Ansicht, die Tugend sei, auch wenn sie nicht das einzige Gut sei, zum glücklichen Leben ausreichend. Freiheit von körperlichen und äußeren Übeln sei für die Eudaimonie nicht erforderlich. Wie aus Ciceros Angaben hervorgeht, verwarf Brutus die stoische Argumentation, nur moralische Mängel seien echte Übel. Er räumte ein, dass Schmerz, Krankheit und Armut reale Übel seien. Dennoch behauptete er, der Weise sei in jeder Lebenslage glücklich, denn nichts Physisches könne die Eudaimonie zerstören.
Seneca

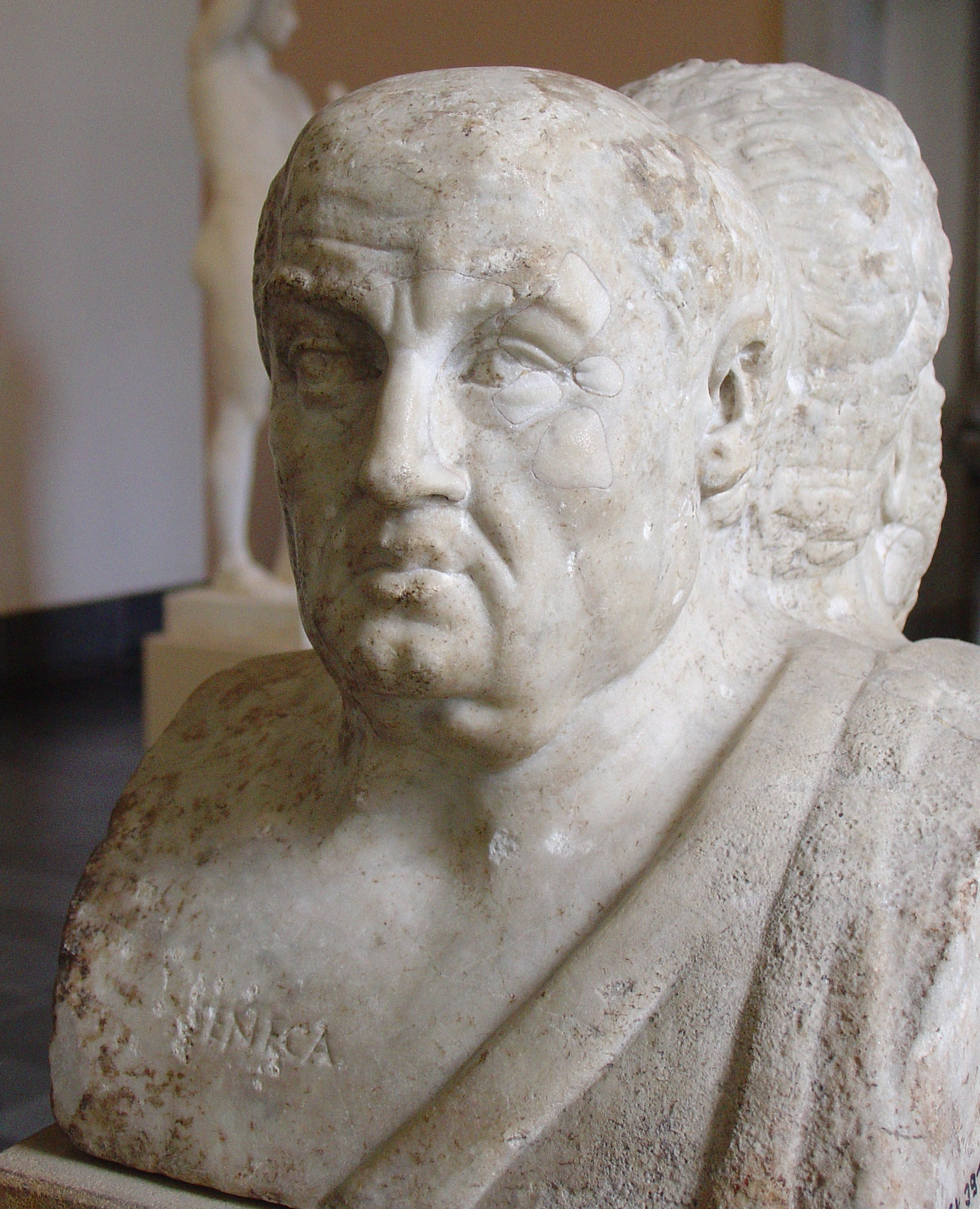
Seneca (Büste in der Antikensammlung Berlin)

Der Stoiker Seneca († 65) beschrieb sein Eudaimoniekonzept in der Schrift Über das glückliche Leben (De vita beata). Dort legte er dar, was unter Glück zu verstehen sei und auf welchem Weg man es schnellstmöglich erreichen könne. Als glücklich definierte er ein Leben, das „mit seiner Natur übereinstimmt, was auf keine andere Weise geschehen kann, als wenn zunächst der Geist gesund und im ständigen Besitz seiner Gesundheit ist, wenn er sodann tapfer und energisch ist, ferner mit schönster Haltung widerstandsfähig, den Zeitumständen gewachsen; wenn er für den Körper und das mit ihm Zusammenhängende ohne Ängstlichkeit sorgt und den anderen Dingen, die zum Leben beitragen, sorgfältige Beachtung schenkt, doch ohne etwas davon zu überschätzen; bereit, die Gaben des Schicksals zu nutzen, aber nicht ihnen sklavisch zu dienen“.
Dieser vollendete Zustand des Geistes, in dem die vollkommene Vernunft (ratio perfecta) herrscht, garantiert für Seneca die Eudaimonie. Ein glückliches Leben ist nach seiner Darstellung sowohl mit dem allgemeinen Naturgesetz, der Natur des Weltalls, als auch mit der menschlichen Natur im Einklang. Die vollkommene Vernunft ist der einzige Faktor, auf den es bei der Verwirklichung des glücklichen Lebens ankommt, sie stellt das eigentliche Wesen des Menschen dar. Allerdings hat der Mensch seine Vernunft von der Natur in einem unvollkommenen Zustand erhalten. Daher fällt ihm die Aufgabe zu, sie zu vervollkommnen. Dieser Prozess ermöglicht ihm die Aneignung der Tugend, die vernünftige Einsicht voraussetzt. Die Tugend verhilft ihm dann zu richtigem Verhalten in jeder Lage. Sie beruht auf korrekten Urteilen der Vernunft; eine unbewusst richtige Handlung ist nicht tugendhaft. Benötigt wird ein gesichertes Wissen über das sittlich Gebotene, das dann in die Tat umgesetzt wird. Man muss wissen, was man zu meiden und was man zu erstreben hat, das heißt, man muss den wahren Wert der Dinge abschätzen können. Außerdem ist auch Kenntnis der geordneten Abläufe im Weltall erforderlich. Über solche Einsicht verfügt der Weise. Das Ziel, die Haltung des Weisen, wird durch Übung, Gewöhnung und Betätigung erreicht. Zuerst erwirbt man das ethische Wissen, was ein rein intellektueller Vorgang ist, dann prägt man es sich so ein, dass es nicht mehr verloren werden kann, und schließlich wendet man es an. Durch die Übung wird es zu einem „Habitus“, einem Bestandteil des Charakters.
Seneca definierte das glückliche Leben auch als „Sicherheit und beständige Gemütsruhe“. Dazu gelange man, wenn man die Wahrheit vollkommen durchschaut habe und dadurch Seelengröße (animi magnitudo) erlangt habe. Mit der „Sicherheit“ meinte Seneca das Freisein von schädlichen seelischen Zuständen wie Furcht, Sorge, Kummer und Trauer und auch von jeder Erregung des Unwillens oder Zorns. Unter der Gemütsruhe (tranquillitas animi), der er eine besondere Abhandlung widmete, verstand er die für den stoischen Weisen charakteristische Heiterkeit des Geistes. Diese beruht nach Senecas Lehre auf der permanenten Übereinstimmung des Weisen mit sich selbst, das heißt auf der Harmonie seiner seelischen Strebungen, deren Grundlage die Konstanz seiner Urteile ist. Alle Handlungen des Weisen stehen miteinander und mit seinen Worten im Einklang, da er immer dasselbe will und dasselbe ablehnt. Er hat eine Richtschnur, nach der er lebt und der er sein gesamtes Leben angleicht.
Ferner weist Seneca darauf hin, dass zur Glückseligkeit auch der Aspekt des subjektiven Empfindens gehöre. Niemand sei glücklich, der sich nicht dafür halte. Das bedeutet für Seneca jedoch nicht, dass man sich durch sein eigenes Urteil glücklich machen kann. Vielmehr nimmt er an, etwas so Wertvolles wie die Glückseligkeit könne nur dem zufallen, der es verdiene. Nur der Weise sei in der Lage, die Beständigkeit der Eudaimonie zu erleben.
Die Neuplatoniker
Die Neuplatoniker, die sich in erster Linie als Ausleger der Lehre Platons betrachteten, knüpften an sein Eudaimonie-Ideal an. Plotin (205–270), der Begründer des Neuplatonismus, verfasste eine Abhandlung Über die Eudaimonie. Darin setzte er sich mit den Eudaimonielehren anderer Richtungen auseinander. Deren Thesen hielt er teilweise für zutreffend. Er versuchte aber zu zeigen, dass sie nicht in der Lage seien, ihre Konzepte überzeugend zu fundieren. Nur auf der Basis der platonischen Metaphysik und Seelenkunde lasse sich eine wirklichkeitsgemäße eudaimonistische Ethik stichhaltig begründen.
In Plotins Abhandlung wird eingangs die Frage gestellt, ob die Gleichsetzung von Lebenserfüllung („gut leben“) und Eudaimonie zur Folge habe, dass man auch den nichtmenschlichen Lebewesen einen Anteil an der Eudaimonie zubilligen müsse, wenn ihnen die Möglichkeit gegeben sei, ungehindert gemäß ihrer Anlage zu leben. Hierbei kommt es nicht darauf an, ob man die Lebenserfüllung, das eudaimonistische „gute Leben“, als Wohlbefinden definiert oder als Ausführen der jeweils naturgemäßen Tätigkeit oder als Ziel, das heißt als einen Endzustand, auf den das Trachten in der Natur abzielt, oder als innere Ruhe (Ataraxie) oder als Leben gemäß der Natur. All dies kann bei Tieren gegeben sein, beispielsweise Wohlbefinden bei Singvögeln. Sogar Pflanzen streben einer Vollendung zu. Gegen ein „gutes Leben“ der Pflanzen spricht aber, dass ihnen die Wahrnehmung des Guten, das ihnen widerfährt, fehlt. Hier hängt nach Plotins Darlegung das Urteil davon ab, welche Voraussetzung man für das „gute Leben“ annehmen will: das bloße Vorhandensein von etwas Gutem, das dem eigenen natürlichen Zustand entspricht, oder die Fähigkeit, es wahrzunehmen, oder das Wissen, dass es vorhanden und angenehm ist, oder das Wissen, dass es gut ist. Letzteres setzt Vernunft voraus, und manche sprechen nur den vernunftbegabten Wesen die Fähigkeit zur Eudaimonie zu. Wenn allerdings die Vernunft deswegen als Kriterium eingeführt wird, weil sie Mittel und Wege kennt, mit denen sie die primären natürlichen Güter ausfindig macht, dann handelt es sich nicht um eine stichhaltige Überlegung, denn dann ist die Vernunft nur ein Mittel, das dem Zweck der physischen Bedürfnisbefriedigung dient. In diesem Fall ist sie ihrem Zweck nicht übergeordnet und hat keinen höheren Wert als er. Da es auch Tieren gelingt, solche Güter zu finden, die Vernunft dafür also nicht unbedingt benötigt wird, ergibt sich hier kein Grund für eine besondere Wertschätzung der Vernunft und für eine Beschränkung der Eudaimonie auf den Menschen.
In Abgrenzung von den kritisierten Begriffsbestimmungen trägt Plotin in seiner Abhandlung sein eigenes Verständnis vor. Er weist die Eudaimonie nicht dem Leben an sich zu und auch nicht jedem mit Vernunfttätigkeit verbundenen Leben, sondern nur dem vollkommenen Leben des mit höchster Intensität Lebenden, dem nichts fehlt, das zur Vollendung des Lebens gehört. Jeder Mensch trägt zwar durch sein Menschsein die Eudaimonie als Potential in sich, aber eudaimon kann er nur genannt werden, wenn er das Potential in seinem Leben verwirklicht hat. Wer diesen Zustand erreicht hat, ist sich selbst das Gute durch das, worüber er innerlich verfügt. Er ist für sich selbst auf nichts mehr aus, denn er hat bereits das Beste, das im menschlichen Dasein erlangt werden kann, und auf Geringeres legt er keinen Wert.
Nach Plotins Lehre bleibt das vollkommene Leben dem, der es besitzt, auch unter widrigen Umständen erhalten, seine Eudaimonie wird nicht geschmälert. Betrübnis trifft nur das Vernunftlose in ihm, das nicht er selbst ist. Die Gegenargumentation von Kritikern lautet, der Mensch könne sich nicht von seinem Körper und Körperbewusstsein ganz losreißen; daher seien Schicksalsschläge wie Verluste, Schmerzen und Krankheiten oder auch Bewusstlosigkeit Hindernisse, die der Eudaimonie entgegenstünden. Solche Einwände lässt Plotin jedoch nicht gelten, er führt sie auf ein verfehltes Eudaimoniekonzept zurück. Für ihn ist Eudaimonie nicht ein vom Vorhandensein unterschiedlicher Faktoren abhängiger „zusammengewürfelter Haufen von Gütern und Lebensnotwendigem“, sondern etwas Einheitliches, ein innerseelischer Zustand, der mit äußerem Wohlergehen nichts zu tun hat. Ausführlich wird in Plotins Abhandlung mit vielen Beispielen und Erwägungen erläutert, warum Unglücksfälle aller Art den Weisen nicht erschüttern und seine Eudaimonie nicht beeinträchtigen können. Beispielsweise sind alle Schmerzen, solange sie erträglich sind, auszuhalten; sobald sie ein unerträgliches Ausmaß erreichen, tritt der Tod ein. Sogar unter der Folter – als Beispiel dient der sprichwörtliche Stier des Phalaris – kann der Weise Distanz zu den Schmerzen gewinnen, da er sich nicht mit dem leidenden Körper identifiziert, sondern seine Aufmerksamkeit auf das Gute richtet, zu dem er immer Zugang hat. Das leidende Subjekt nimmt er dann wie einen Fremden wahr; derjenige, der leidet, ist nicht er selbst, das heißt die Vernunftseele. Diese verharrt in der Eudaimonie. Die Gewissheit des Weisen, dass ihm kein Übel etwas anhaben kann, verleiht ihm Furchtlosigkeit. Wer selbst nicht weise ist, der begreift das nicht, denn er stellt sich den Glückseligen schwach vor, so wie er selbst ist, und ahnt daher nicht, was im Geist des Furchtlosen in Wirklichkeit vorgeht.
Plotins Stellungnahme für die stoische und gegen die peripatetische Position in der Frage der Autarkie des Weisen wurde für die späteren Neuplatoniker wegweisend.
Jüdische und christliche Autoren
Der jüdische Denker Philon von Alexandria, der viel platonisches Gedankengut rezipierte, übernahm Elemente der platonischen und der stoischen Ethik. Er akzeptierte den Grundsatz, dass die Tugend allein für die Erlangung und Bewahrung der Eudaimonie ausreiche. In der Güterlehre teilte er aber nicht die radikale Auffassung der Stoiker. Vielmehr billigte er den gemäßigten Standpunkt derer, die den nichtseelischen Gütern einen Wert zuerkannten und dem Besitz solcher Güter sogar eine glückssteigernde Wirkung zuschrieben.
Ansonsten herrschte bei jüdischen und christlichen Autoren Zurückhaltung gegenüber dem Gedanken der Eudaimonie. Die Wörter eudaimon und eudaimonia kommen weder in der Septuaginta, der griechischen Übersetzung des Tanach, noch im griechischen Neuen Testament vor. Die griechischsprachigen Kirchenväter verzichteten in der Regel darauf, diese Begriffe, die durch ihren Zusammenhang mit der paganen religiösen Sphäre suspekt waren, in positiver Bedeutung zu verwenden. Für Christen war daimon ein sehr negativ wertender Begriff; wohl deswegen wurden auch damit zusammengesetzte Wörter nicht zur Bezeichnung erwünschter Zustände benutzt. Man zog makários (selig) vor. Bei den lateinischsprachigen Kirchenschriftstellern dienten die Ausdrücke beatus, beatitudo und beata vita zur Bezeichnung einer im christlichen Sinne religiös aufgefassten Seligkeit, wurden aber auch bei der Besprechung philosophischer Konzepte verwendet.
Im 2. Jahrhundert setzte sich der Apologet Justin der Märtyrer mit dem platonischen Eudaimonie-Ideal auseinander. Er polemisierte gegen die platonische Lehre, die Seele könne aus eigener Kraft Eudaimonie erlangen, und setzte ihr die Behauptung entgegen, nur der christliche Glaube könne dem Menschen die Glückseligkeit verschaffen, die ihm die platonische Philosophie verspreche.
Bei den antiken Kirchenschriftstellern gingen die Meinungen über den Wert der paganen Philosophie weit auseinander. Demgemäß unterschieden sich auch ihre Urteile über die philosophischen Eudaimonie-Lehren. Clemens von Alexandria, der eine Synthese von christlichem und platonischem Denken anstrebte, trat für eine christliche Version des platonischen Ideals ein, wobei er auch den philosophischen Fachausdruck eudaimonia verwendete. Er hielt die platonische Auffassung vom Lebensziel und der Glückseligkeit für richtig, meinte aber wie Justin, erreichbar sei das Ziel nur im Rahmen des Christentums. Tertullian hingegen, der ein prinzipieller Gegner der Philosophie war, wollte von einer philosophischen Glückseligkeitslehre nichts wissen.
Laktanz befand, keine der Philosophenschulen habe das Lebensziel oder höchste Gut richtig bestimmt. Den Peripatetikern warf er vor, die Glückseligkeit zu Unrecht auch von außerseelischen Gütern abhängig zu machen und die seelischen damit für kraftlos zu erklären. Gegen das stoische Konzept brachte er vor, die Tugend könne nicht das höchste Gut sein, denn wenn sie sich im Ertragen der Übel zeige, könne sie nicht an sich mit Glückseligkeit verbunden sein. Laktanz meinte, die Glückseligkeit als vollkommener Zustand, den nichts beeinträchtigen könne, sei im irdischen Leben prinzipiell unerreichbar, denn der Mensch könne den durch seinen vergänglichen Körper bedingten Übeln nicht entgehen. Wahre, unzerstörbare Glückseligkeit könne erst nach dem Tod des Körpers erlangt werden.
Der Kirchenvater Ambrosius von Mailand befasste sich mit dieser Thematik in seiner Schrift Über Jakob und das glückselige Leben (De Iacob et vita beata), in der er zahlreiche Passagen aus Plotins einschlägiger Abhandlung verwertete, und im zweiten Buch der Schrift Über die Pflichten (De officiis), wo er eine Reihe von philosophischen Definitionen des glückseligen Lebens aufzählte. Im Gegensatz zu Laktanz, dessen Auffassung er bekämpfte, hielt er eine unzerstörbare Glückseligkeit schon während des irdischen Lebens für möglich. Wer dies wegen der Hinfälligkeit des menschlichen Körpers und der dadurch bewirkten seelischen Leiden bestreite, der setze zu Unrecht die Glückseligkeit mit körperlicher Freude gleich, statt zu erkennen, dass sie in der Tiefe der Weisheit und in der Erhabenheit der Tugend liege. Für den Leidenden bestehe die Glückseligkeit darin, dass er das Leid überwinde. Die Tugend sei das einzige Gut, sie allein verhelfe dem Menschen zum Glück. Äußere und körperliche Güter trügen nichts dazu bei. Unter dem „glücklichen Leben“ (vita beata) verstand Ambrosius in diesem Zusammenhang das irdische Dasein des richtig Lebenden, das er „Frucht der Gegenwart“ nannte, im Unterschied zur erhofften künftigen Existenz im Jenseits, dem ewigen Leben. Das glückliche Leben sei der Weg zur Gewinnung des ewigen Lebens. Ausführlich erläuterte Ambrosius seine Überzeugung, dass die Freude, die der Glückselige aus dem Besitz der Tugend schöpfe, von keinem Schmerz vermindert und von keinen außerseelischen Gütern verstärkt werden könne. Er meinte, das Glück des Menschen werde in erster Linie nicht von seinem Zustand (condicio) – das heißt seiner Stellung in der Schöpfung – bewirkt, sondern von seinen sittlichen Handlungen. Damit distanzierte sich Ambrosius von Plotins optimistischer Ansicht, jeder Mensch besitze in seiner Natur bereits die Eudaimonie als Möglichkeit, denn er glaubte wegen der Erbsünde nicht, dass der Mensch aus eigener Kraft glückselig werden könne. Andererseits schloss er sich aber mit seiner nachdrücklichen Betonung der maßgeblichen Rolle der Vernunft bei der Gewinnung der Glückseligkeit der paganen philosophischen Tradition an.
Auch der Kirchenvater Augustinus griff das philosophische Eudaimonie-Ideal auf. Er hatte zwar keinen direkten Zugang zur Nikomachischen Ethik, war aber mit dem peripatetischen Konzept vertraut und setzte sich damit auseinander. In seinem Dialog Über das glückselige Leben (De beata vita), einem Frühwerk, legte er seine Überlegungen dar. Schon in der Einleitung stellte er fest, dass man, wenn man im „Hafen der Philosophie“ gelandet sei, von dort aus den Zugang zum „Festland“ des glücklichen Lebens finde. Von einem stark neuplatonisch beeinflussten Weltbild ausgehend erklärte er, das glückselige Leben ruhe im Geist (animus), und der Geist des Weisen leide keinen Mangel, sondern sei vollkommen. „Glücklich sein“ sei nichts anderes als „keinen Mangel leiden“, und das heiße weise sein. Wem es an Weisheit nicht fehle, dem könne es an nichts fehlen.
Nach der Darstellung des Augustinus besteht die richtige Haltung im Hinnehmen des Unvermeidlichen. Der Weise ist zwangsläufig tapfer und fürchtet weder Schmerzen noch den Tod. Er versucht diese Übel zu vermeiden, denn es wäre töricht, nichts dagegen zu unternehmen, und er wäre unglücklich, wenn er bei Gefahr untätig bliebe. Unglücklich wäre er dann aber nicht wegen der Übel, sondern wegen seiner Torheit, denn Torheit ist mit Mangel und Unglück gleichzusetzen. Falls es ihm nicht gelingt, die Übel zu verhindern, macht ihn das, was dann auf ihn einstürzt, nicht unglücklich. Wer Unmögliches nicht will, dem kann nichts gegen seinen Willen widerfahren, und dann kann er nicht unglücklich sein. Für den Weisen gilt der Grundsatz des Dichters Terenz: „Da das, was du willst, nicht geschehen kann, wolle das, was du kannst.“ Sein Wille richtet sich auf das sicherste Ziel: nur das zu tun, was Weisheit und Tugend fordern. Dazu ist er immer in der Lage, denn nichts kann ihm seine Weisheit und Tugend entreißen. So bleibt sein Glück stets erhalten.
In späteren Schriften – Über den Gottesstaat (De civitate dei) und Zurücknahmen (Retractationes) – vertrat Augustinus jedoch eine ganz andere Ansicht. Nun war er der Meinung, die Philosophen hätten irrtümlich geglaubt, man könne auf der Erde ein Leben in Eudaimonie führen. Das sei in Wirklichkeit wegen der vielen schweren Übel, von denen niemand verschont bleibe, prinzipiell unmöglich. Da die Tugend ständig gegen Schwächen ankämpfen müsse, könne sich niemand als heil betrachten, und wer nicht heil sei, könne sich nicht glückselig nennen. Völlig abwegig sei die Behauptung der Stoiker, man könne aus sich selbst glückselig werden und inmitten von Übeln glücklich leben. Das sei eine von ihrem Hochmut erzeugte Vorstellung. Weniger absurd, aber ebenfalls irrig und widersprüchlich seien die Eudaimoniekonzepte der Platoniker und der Peripatetiker. Augustinus widerrief ausdrücklich seine frühere positive Stellungnahme zur irdischen Glückseligkeit.
Der christliche Philosoph Boethius († 524/526) definierte das Glück (beatitudo) als den durch die Vereinigung aller Güter vollkommenen Zustand. Ein Naturtrieb führe dorthin, doch lenke der vielgestaltige Irrtum davon ab. Ausführlich ging Boethius in seinem Hauptwerk Consolatio philosophiae (Der Trost der Philosophie) auf Wege der Glückssuche ein, die er für Irrwege hielt: das Streben nach Reichtum, Ehren, Macht, Ruhm oder Genüssen. Das wahre Glück sei nicht in irdischen Gütern, sondern in Gott zu finden. Zwischen Gott und dem Glück gebe es keinen Unterschied. Daraus folge, dass man nur glücklich werden könne, indem man die Gottheit erlange. Das könne nichts anderes bedeuten, als dass man selbst Gott werde. Daher lässt Boethius die personifizierte Philosophie behaupten: „Somit ist jeder Glückselige Gott.“
Ikonographie und Kult
Nur aus den letzten beiden Jahrzehnten des 5. Jahrhunderts sind bildliche Darstellungen der personifizierten Eudaimonie bekannt. Es handelt sich ausschließlich um Vasen, die vom Meidias-Maler geschaffen wurden oder aus seinem Umkreis stammen. Eudaimonia erscheint meist in der Gesellschaft anderer weiblicher Personifikationen, die für verschiedene Tugenden stehen.
Ein Kult der göttlichen Eudaimonia ist für die Stadt Philadelphia in Kleinasien durch eine Inschrift aus dem 1. Jahrhundert v. Chr. bezeugt.

## Mittelalter

### Islamischer Kulturkreis
In der arabischsprachigen Welt war die Nikomachische Ethik des Aristoteles bekannt. Sie lag in einer vollständigen arabischen Übersetzung vor, die der christliche Gelehrte Isḥāq ibn Ḥunain († 910) angefertigt hatte. Im 10. Jahrhundert schrieb der einflussreiche Philosoph al-Fārābī, der sich in mehreren Werken mit der Glücksthematik befasste, einen heute verlorenen Kommentar zur Nikomachischen Ethik.
Im 12. Jahrhundert verfasste der arabische Philosoph Averroes einen Kommentar zur Physik des Aristoteles. Im Prolog stellte er fest, der Mensch erlange durch die theoretische Wissenschaft die Vollkommenheit, die ihn in seinem Sein vollende. Darin bestehe seine Glückseligkeit. Erst wenn er durch die theoretische Wissenschaft vervollkommnet sei, sei er Mensch im eigentlichen Sinne. Auch in seinem kleinen Kommentar zu Aristoteles’ Schrift De anima äußerte er sich dazu. Dort schrieb er, das Erfassen der Allgemeinbegriffe sei das erstrebenswerteste Ziel überhaupt. Die theoretische Reflexion sei der einzige Weg, der zur höchsten Glückseligkeit führe. Diese werde erreicht, wenn sich der „materielle Intellekt“ – der passive, „erleidende“ Nous der aristotelischen Lehre, der nur Einwirkungen erfahren kann – mit dem aktiven Intellekt, dem „bewirkenden Intellekt“, verbinde. Allein die Kenntnis der theoretischen Wissenschaften ermögliche den Menschen, die „natürliche Vollkommenheit“ zu erlangen. Allerdings forderte Averroes auch, ein Philosoph solle sich nicht nur mit seinem Spezialwissen befassen, sondern sich auch das allgemeine Wissen aneignen, das die religiösen Lehren allen Menschen zur Verfügung stellten. Die aristotelische Ethik, die neben dem philosophischen auch einen für Nichtphilosophen geeigneten Weg zur Eudaimonie vorsieht, war Averroes willkommen. Sie ermöglichte es ihm, der unerwünschten Folgerung zu entgehen, dass die Glückseligkeit nur sehr wenigen intellektuell besonders begabten Menschen vorbehalten sei. So konnte er an seiner religiösen Überzeugung festhalten, dass allen Menschen Glück in der einen oder anderen Form erreichbar sei, wenngleich er die höchste Glückseligkeit als Privileg der Philosophen betrachtete.

### Christlicher Kulturkreis
Den lateinischsprachigen Gelehrten West- und Mitteleuropas waren die Dialoge Platons, in denen die Eudaimonie erörtert wird, unbekannt, und von den sonstigen Stellungnahmen der antiken Philosophen wussten sie wenig, da der größte Teil des einschlägigen Schrifttums verschollen war. Die Rezeption der aristotelischen Ethik setzte erst im 13. Jahrhundert ein. Bevor sich der Aristotelismus durchsetzte, bewegte sich die Diskussion über das Glück des Menschen in dem von Augustinus und Boethius vorgegebenen Rahmen. Die Autoren, die sich im 12. Jahrhundert mit der Thematik befassten, werteten die weltlichen, auf menschlicher Leistung beruhenden Glücksmöglichkeiten ab. Für sie war das Ziel nur die von der göttlichen Gnade verliehene Glückseligkeit.
Im Spätmittelalter richtete sich das Interesse in erster Linie auf das Eudaimonie-Konzept des Aristoteles. Die Nikomachische Ethik lag den Gelehrten in der 1246/1247 angefertigten vollständigen lateinischen Übersetzung von Robert Grosseteste vor. In ihren Kommentaren zu diesem Werk und auch in anderen Schriften gingen die Magister auf die aristotelische Eudaimonielehre und verschiedene damit zusammenhängende Fragen ein. Dabei schlossen sie sich oft im philosophischen Diskurs der Auffassung des Aristoteles an, kamen aber teils zu anderen Ergebnissen, wenn sie aus theologischer Sicht urteilten. Beispielsweise verneinten sie wie Aristoteles die Frage, ob Kinder im Sinne des philosophischen Glückseligkeitsbegriffs glücklich sein können. Dies sei unmöglich, da den Kindern die intellektuellen und moralischen Voraussetzungen fehlten. Zu tugendhaftem Handeln, aus dem die Glückseligkeit erwachse, seien sie noch nicht fähig. Wenn beatitudo jedoch im theologischen Sinn aufgefasst werde, sei eine Eudaimonie der Kinder grundsätzlich möglich.
Albert der Große, Thomas von Aquin und andere Magister des 13. Jahrhunderts stellten in Übereinstimmung mit Aristoteles fest, dass das Leben auf das Ziel des Glücks hingeordnet sei und dieses als eine Tätigkeit (operatio) gedacht werden müsse, die als Betätigung der Vernunft zu bestimmen sei. Sie nahmen an, dass sich das irdische Glück in der richtigen Lebensform, im gelungenen Leben verwirkliche. Glück und richtige Lebensführung erschienen als zwei nur gedanklich trennbare Seiten ein und desselben Sachverhalts.
Albert der Große betonte, dass das von Aristoteles gemeinte irdische Glück, auf welches das sittliche Handeln des Menschen ausgerichtet sei, von der Seligkeit im theologischen Sinn abzugrenzen sei. Es sei ein diesseitiges, nicht mit Gott identisches höchstes Gut des Menschen, das allein von menschlichen Handlungen verursacht sei. Verdienstliche Werke seien auf die ewige Seligkeit hingeordnet, Tugenden auf das diesseitige Glück. Auch Thomas von Aquin legte Wert auf die Unterscheidung dieser beiden Glücksarten. Die eine bezeichnete er als das in diesem Leben mögliche unvollkommene Glück (beatitudo imperfecta), „von dem die Philosophen gehandelt haben“, die andere als das vollkommene Glück (beatitudo perfecta) im zukünftigen jenseitigen Leben. Im Unterschied zu Albert stufte er das unvollkommene Glück nicht als rein weltlich ein, sondern sah darin das Ergebnis eines Zusammenwirkens von göttlichem Einfluss und menschlicher Tätigkeit.
Führende Magister wiesen den intellektuellen Aktivitäten im Vollzug eines betrachtenden Lebens eine zentrale Bedeutung für die irdische Glückseligkeit zu. Unter den Gelehrten war in der zweiten Hälfte des 13. Jahrhunderts die Überzeugung weit verbreitet, der Mensch könne durch wissenschaftliche Betätigung zu vollendetem Glück gelangen. Konkret dachten sie dabei an ihre eigene Tätigkeit als Angehörige von Bildungseinrichtungen. Es gab aber auch Gegenstimmen: Thomas von Aquin betonte die Unvollkommenheit jedes irdischen Glücks und manche Autoren, darunter der einflussreiche Theologe Bonaventura, bestritten, dass es im diesseitigen Leben überhaupt Glück geben könne. Bonaventura konstatierte, es gebe keinen sicheren Übergang von der Wissenschaft zur Weisheit.
Albert, Thomas und andere Gelehrte unterschieden wie Aristoteles zwischen zwei möglichen Grundformen des Lebensglücks: dem „bürgerlich-tätigen Glück“ (felicitas civilis, politica, moralis) in einem Leben des praktischen Handelns in der bürgerlichen Gemeinschaft und dem „betrachtenden Glück“ (felicitas contemplativa, speculativa) in einem Leben der geistigen Betrachtung. Sie teilten auch die Überzeugung des antiken Philosophen, dass dem betrachtenden Glück ein höherer Rang zukomme als dem bürgerlich-tätigen. Albert hielt die äußeren Güter für rein instrumentell, er sah in ihnen keinen konstitutiven Bestandteil des Glücks. Damit erreichte er eine Immunisierung des Glücklichen gegen die Wechselfälle des Lebens. Das bürgerlich-tätige Glück schätzte er als ein sehr hohes Gut, das er mit der Klugheit, einer der vier Grundtugenden, verband. Das betrachtende Glück, das er als Betätigung der Weisheit auffasste, hielt er für das schlechthin höchste innerweltliche Lebensziel. Er beschrieb es als ein Betrachten der höchsten, einfachen Substanzen und der göttlichen Dinge und als Rückwendung des Intellekts auf sein eigenes Wesen. Solches Betrachten sei von einer reinen und wunderbaren Freude (delectatio) begleitet. Auch Boethius von Dacien betonte diese Freude und nannte sie die höchste Lust. Er behauptete, der glückliche Philosoph vollbringe ausschließlich „Werke des Glücks“ und Handlungen, durch die er besser befähigt werde, die Werke des Glücks zu verrichten. Daher sei er immer glücklich, auch beim Schlafen und beim Essen.
Thomas von Aquin nahm an, zwischen der vollkommenen Seligkeit und den unvollkommenen Glücksarten bestehe ein abgestuftes Verhältnis der Teilhabe gemäß dem jeweiligen Ausmaß der Übereinstimmung zwischen ihnen; in der betrachtenden Lebensform sei die Teilhabe an der vollkommenen Seligkeit ausgeprägter als in der tätigen. Hinsichtlich seiner relativ niedrigen Einstufung des bürgerlich-tätigen Glücks glaubte Thomas irrtümlich, seine Position stimme mit der des Aristoteles überein, denn er hatte dessen Ausführungen zur Autarkie wie schon sein Lehrer Albert der Große missverstanden. Aufgrund einer Fehlinterpretation des Autarkie-Kriteriums in der Nikomachischen Ethik meinte er, der antike Denker habe die bürgerliche Eudaimonie nicht als Vollform menschlichen Glücks betrachtet, sondern einen weitaus bescheideneren Glücksbegriff im Sinn gehabt. Thomas deutete die aristotelische Lehre so, dass es nur um die Erfüllung von Minimalbedingungen gehe, um eine rudimentäre Art von Glück, die dann vorhanden sei, wenn die Grundbedürfnisse des in sozialen Bindungen lebenden Menschen befriedigt seien. Wenn dies der Fall sei, sei bereits die von Aristoteles gemeinte Autarkie des glücklichen Bürgers gegeben, da dieser dann über alles unbedingt Benötigte verfüge. Infolge dieses Missverständnisses sah Thomas in der Nikomachischen Ethik eine Theorie des unvollkommenen irdischen Glücks im Gegensatz zur nicht steigerungsfähigen Seligkeit, die von Gott geschenkt werde.
Einmütigkeit bestand unter den Magistern darüber, dass das Glück (felicitas) notwendigerweise mit Freude oder Lust (delectatio) verbunden sei. Diese sei aber kein Bestandteil des Glücks, sondern „folge“ ihm nur. Auch die Fragen, ob körperliches Wohlergehen und äußere Güter zum Glücklichsein gehören und inwiefern ein einmal erlangtes Glück eingebüßt werden kann, beschäftigten die spätmittelalterlichen Denker. Sie wurden unterschiedlich beantwortet. Dabei bildeten die aristotelischen Vorgaben die Ausgangsbasis für die Stellungnahmen der Magister, doch machte sich auch der Einfluss der Denkweise der Kirchenväter geltend.
Aristoteles’ Verherrlichung der Eudaimonie des Philosophen, der die Betrachtung der Wahrheit zu seinem Lebensinhalt macht, wurde von spätmittelalterlichen Denkern wie Boethius von Dacien, Gottfried von Fontaines und Heinrich Bate aufgegriffen. Sie sahen im Philosophen denjenigen, der in der besten Verfassung ist, die dem Menschen möglich ist, und nahmen von dieser Einschätzung ausgehend eine elitäre Haltung ein. Boethius behauptete, wer kein philosophisches Leben „gemäß der rechten Ordnung der Natur“ führe, der habe nicht das richtige Leben.
Auf breite Zustimmung stieß bei den Magistern die These des Aristoteles, für ein gelungenes Leben seien Freunde unbedingt erforderlich und die Freundschaft sei das wichtigste unter den äußeren Gütern. Sie meinten, dies gelte nicht nur für die bürgerlich-tätige, sondern auch für die betrachtende Lebensweise.
Im späten 13. Jahrhundert verfasste der Magister Jakob von Pistoia eine Questio de felicitate (Frage über die Glückseligkeit), in der er das Thema auf der Grundlage der aristotelischen Ethik behandelte.

## Neuzeitliche Rezeption

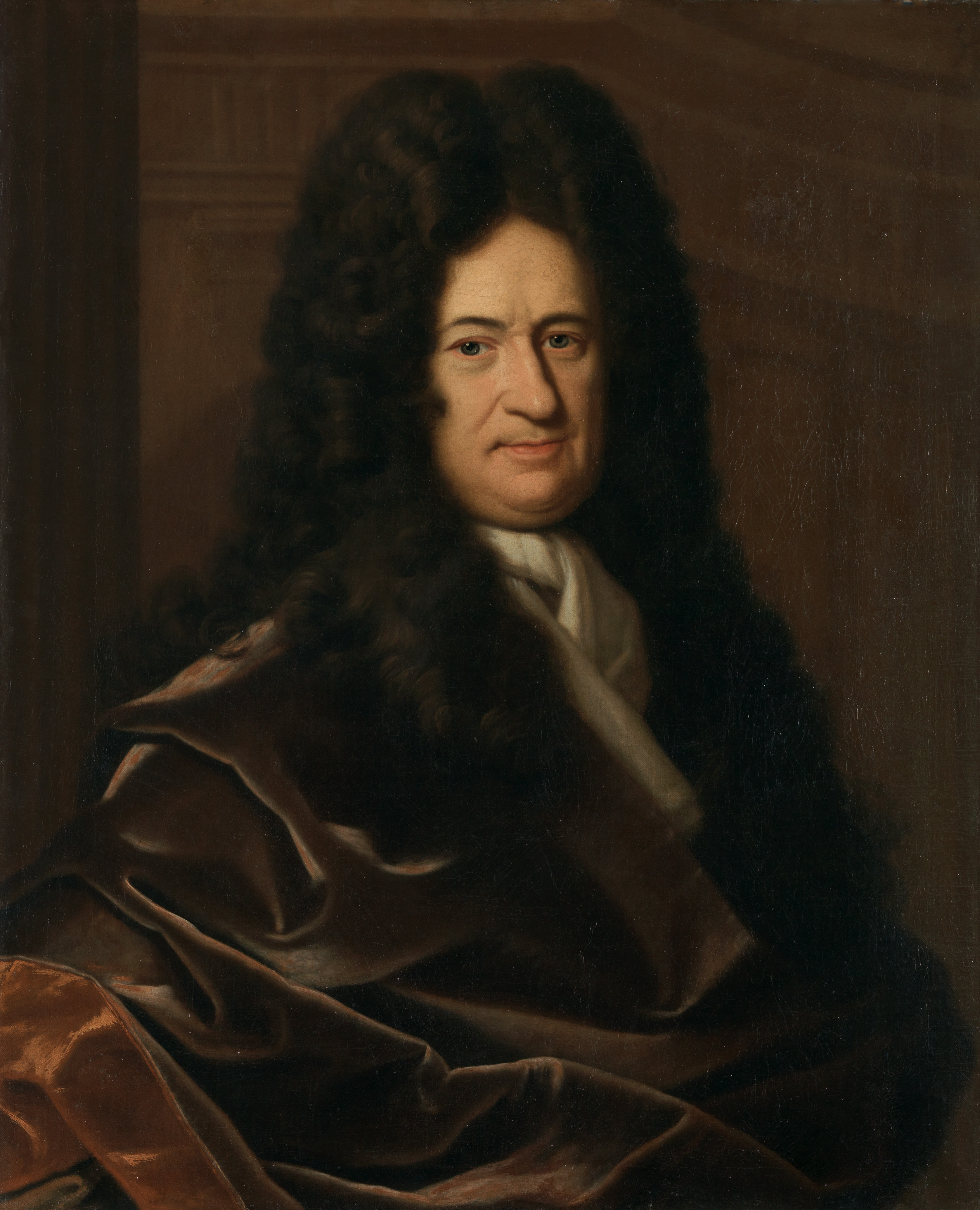
Gottfried Wilhelm Leibniz,
Porträt von Christoph Bernhard Francke, um 1700; Herzog Anton Ulrich-Museum, Braunschweig

### Leibniz
Im Glücksverständnis der Frühen Neuzeit mischte sich stoisches Gedankengut mit christlichen Vorstellungen. So verband Gottfried Wilhelm Leibniz (1646–1716) die stoische Hochschätzung des heiteren, ruhigen und unerschütterlichen Gemüts mit einem christlichen Vertrauen auf die absolute Güte der göttlichen Vorsehung. Er definierte die Glückseligkeit als Stand einer beständigen Freude. Es sei die Freude, welche die Seele an ihrer eigenen Vollkommenheit, Harmonie, Kraft und Freiheit empfinde. In seiner frühen Analyse De Vita Beata. Von Glückseeligkeit griff Leibniz hellenistische Grundbegriffe und Ideen auf. Er empfahl, stets den Anweisungen des Verstandes zu folgen, verstandeswidrigen Affekten zu widerstehen, tugendhaft zu leben, aus Fehlschlägen zu lernen, über nichts zu klagen und nur Machbares zu erstreben. Dann könne man vergnügt und ruhig ein glückseliges Leben genießen. In seiner Confessio philosophi (1673) bestimmte Leibniz die Glückseligkeit als höchste Harmonie des Gemüts. Diese beruhe darauf, dass sich die Universalharmonie im Gemüt konzentriere und wie in einem Brennpunkt sammle. Die Wirkungen der Universalharmonie setzte Leibniz mit denen des von Gott vorbestimmten menschlichen Schicksals gleich.

### Die Diskussion über den „Eudämonismus“

#### 18. und 19. Jahrhundert
Immanuel Kant bemühte sich verschiedentlich um die Bestimmung des Verhältnisses von Moralität und Glückseligkeit. In Übereinstimmung mit der antiken Tradition stellte er fest, jeder Mensch wünsche zur Glückseligkeit zu gelangen. Diese sei tatsächlich für den Menschen „sein eigener letzter Naturzweck“, das „wahrhafte Naturbedürfniß, worin unsere Gattung durchgängig mit sich übereinstimmt“. Vom antiken Verständnis entfernte sich Kant jedoch durch seine Definition der Glückseligkeit als „Zustand eines vernünftigen Wesens in der Welt, dem es im Ganzen seiner Existenz alles nach Wunsch und Willen geht“. Er befand, es sei dem Menschen als Individuum und als Gattung prinzipiell unmöglich, solche Glückseligkeit auf Erden zu erreichen; weder die Natur der Außenwelt noch seine eigene lasse dies zu.
In seiner Auseinandersetzung mit dem antiken Ethikverständnis führte Kant die Ausdrücke „Eudämonismus“ und „Eudämonist“ zur Bezeichnung einer von ihm bekämpften Konzeption ein. In seiner Schrift Die Metaphysik der Sitten (1797) kritisierte er den Eudämonismus, der das Pflichtprinzip auf eine Glückseligkeitslehre zurückführe und dabei „eine gewisse moralische Glückseligkeit“ meine, die nicht auf empirischen Ursachen beruhe. Das sei „ein sich selbst widersprechendes Unding“. Nach Kants Ausführungen befindet sich der Mensch, der seine Pflicht erfüllt hat und sich dessen bewusst ist, „in einem Zustande der Seelenruhe und Zufriedenheit, den man gar wohl Glückseligkeit nennen kann, in welchem die Tugend ihr eigener Lohn ist“. Daran ist aus Kants Sicht nichts auszusetzen. Seine Kritik bezieht sich vielmehr auf die Haltung des „Eudämonisten“, für den diese Glückseligkeit oder Wonne der eigentliche Beweggrund für die Pflichterfüllung ist. Für den Eudämonisten bestimmt der Begriff der Pflicht den Willen nicht unmittelbar, sondern nur die Aussicht auf die Eudämonie veranlasst ihn seine Pflicht zu tun. Damit gerät er in einen Widerspruch, denn das Pflichtprinzip setzt einen moralischen Grund des Handelns voraus, während der Eudämonist nur das als seine Pflicht anerkennt, was ihm Glückseligkeit verschafft, und damit nach einem außermoralischen Prinzip handelt. Wenn Eudämonie als Grundsatz aufgestellt wird, ist die Folge nach Kants Meinung „Euthanasie“: der „sanfte Tod“ aller Moral.
Kant nannte sowohl die Lehren, welche die Glückseligkeit zum Prinzip erheben, als auch die entsprechende Haltung in der Lebenspraxis eudämonistisch. Die natürlichen, auf Glückseligkeit abzielenden Neigungen des Menschen hielt er zwar für an sich unverwerflich, doch bestand er darauf, dass im Konfliktfall die Vernunft, die als reine praktische Vernunft nicht im Dienst der Neigungen stehe, stets den Vorrang haben solle.
Johann Gottlieb Fichte, der Kants Begriffsverwendung übernahm, äußerte sich 1798 ebenfalls abfällig über den „ehemals herrschenden“ Eudämonismus, der die Ursache vieler Übel sei. 1799 schrieb Fichte, wer in der Sittenlehre Eudämonist sei, müsse in der Spekulation Dogmatiker werden; Eudämonismus und Dogmatismus seien, wenn man nur konsequent sei, notwendig beieinander. Im Christentum gebe es ein „System der Abgötterei und des Götzendienstes“, in dem „von einem übermächtigen Wesen Glückseligkeit erwartet“ werde. Dadurch habe die christliche Lehre unter dem Einfluss einer eudämonistischen Denkweise ihren Geist und ihre Kraft verloren und sich in eine „entnervende Glückseligkeitslehre“ verwandelt. Das eudämonistische System bringe junge Menschen um allen Geist. Überall seien die Eudämonisten als Schwätzer und seichte Nachbeter zu erkennen.
Hegel nahm differenzierend Stellung. Wenn man unter Glückseligkeit die Befriedigung des Menschen in seinen besonderen Neigungen, Wünschen und Bedürfnissen verstehe, mache man das Zufällige und Partikuläre zum Prinzip des Willens und seiner Betätigung. Ein solcher Eudämonismus entbehre in sich allen festen Haltes und öffne aller Willkür und Laune Tür und Tor. Dem habe Kant mit Recht die Forderung einer allgemein verbindlichen Bestimmung des Willens entgegengestellt. Es komme aber darauf an, worin man die Glückseligkeit zu suchen habe. Je nachdem wie dies bestimmt werde, habe man zwischen einem „ganz rohen, groben Eudämonismus“ und einem „besseren“ zu unterscheiden.
In seinen Vorlesungen über die Geschichte der Philosophie analysierte Hegel das antike Verständnis der eudaimonia. Vor Kant sei die Moral eudämonistisch auf die Bestimmung der Glückseligkeit gebaut worden. Glückseligkeit enthalte eine Befriedigung des Individuums durch physische und geistige Genüsse. Weil jedoch nach der philosophischen Tradition nicht jeder sinnliche, unmittelbare Genuss zu ergreifen sei, sondern die Glückseligkeit „eine Reflexion auf das Ganze des Zustandes“ enthalte, stelle das Ganze das Prinzip dar und das Einzelne müsse zurückgesetzt werden. Der antike Eudämonismus enthalte die Glückseligkeit als Zustand für das ganze Leben, er stelle „Totalität des Genusses“ auf. Diese Stufe der Reflexion stehe in der Mitte zwischen der bloßen Begierde und „dem Anderen, was Recht als Recht und Pflicht als Pflicht ist“. Man sei der Überzeugung gewesen, dass kein momentaner Zustand den Namen Glückseligkeit verdiene.
Im 19. Jahrhundert begann man neben den Konzepten, die das Verhältnis eines Subjekts zu seiner eigenen Glückseligkeit betreffen, auch solche, bei denen das Glück anderer gefördert wird, als Formen des Eudämonismus aufzufassen. Für die subjektbezogenen Lehren hat sich die Bezeichnung als „individueller“ oder „individualistischer“ Eudämonismus eingebürgert. Davon wird der „universelle“ oder „soziale“ Eudämonismus unterschieden, nach dem das Prinzip des sittlich Guten auch das Erstreben des allgemeinen Glücks einschließt. Wenn das Glück aller von einer Handlung Betroffenen das maßgebliche Kriterium ist, handelt es sich um Utilitarismus.
Arthur Schopenhauer verwendete in seinen 1851 veröffentlichten Parerga und Paralipomena den Begriff „Eudaimonologie“. Darunter verstand er die Anleitung zur Kunst, das Leben möglichst angenehm und glücklich durchzuführen. Er meinte, ein glückliches Dasein lasse sich allenfalls definieren als eines, das „bei kalter und reiflicher Überlegung“ dem Nichtsein entschieden vorzuziehen wäre. Die Frage, ob das menschliche Leben „dem Begriff eines solchen Daseins entspreche oder auch nur entsprechen könne“, verneinte Schopenhauer. Der Eudaimonologie, welche die Bejahung der Frage voraussetze, warf er vor, sie beruhe auf dem „angeborenen Irrtum“, „dass wir da sind, um glücklich zu sein“. Dieser Irrtum sei angeboren, weil er mit dem menschlichen Dasein selbst zusammenfalle und das ganze Wesen des Menschen nur seine Paraphrase sei; der Mensch sei nur „Wille zum Leben“. Unter „Glück“ stelle sich der Mensch die sukzessive Befriedigung alles seines Wollens vor. Solange er in dem angeborenen Irrtum verharre, erscheine ihm die Welt voll von Widersprüchen, denn bei jedem Schritt im Großen wie im Kleinen müsse er erfahren, dass die Welt und das Leben durchaus nicht darauf eingerichtet seien, ein glückliches Dasein zu enthalten.
Schopenhauer billigte Kant das große Verdienst zu, die Ethik von allem „Eudaimonismos“ gereinigt zu haben. Allerdings entbehre Kants eigene Ethik eines soliden Fundaments, es handle sich nachweislich um „völlig unberechtigte, grundlose und erdichtete Annahmen“. Kant habe den Eudämonismus, die auf Glückseligkeit abzielende und folglich auf Eigennutz gestützte Moral, feierlich zur Haupttüre seines Systems hinausgeworfen, doch unter dem Namen „höchstes Gut“ habe sich der Eudämonismus „anständig verschleiert“ zur Hintertüre wieder hereingeschlichen. Die antiken Denker hätten Tugend und Glückseligkeit als identisch nachweisen wollen, doch seien diese Begriffe „wie zwei Figuren, die sich nie decken, wie man sie auch legen mag“. Die neueren Ethiker seien von der Identitätsbehauptung abgekommen, sie hätten stattdessen die Glückseligkeit zur Folge der Tugend gemacht. Dafür gebe es aber keine empirische Stütze. Ambivalent gestalten sich Schopenhauers Einschätzungen der stoischen Ethik: Einerseits erscheint sie ihm als ein "sehr schätzbarer und achtungswerter Versuch, das große Vorrecht des Menschen, die Vernunft, zu einem wichtigen und heilbringenden Zweck zu benutzen, nämlich um ihn über die Leiden [...] hinauszuheben"; andererseits jedoch erscheint ihm "der stoische Weise" in den Schriften der Stoiker als „ein hölzerner, steifer Gliedermann", der "selbst nicht weiß wohin mit seiner Weisheit, dessen vollkommene Ruhe, Zufriedenheit, Glückseligkeit dem Wesen der Menschheit geradezu widerspricht und uns zu keiner anschaulichen Vorstellung davon kommen lässt“.
Auch Friedrich Nietzsche war ein Gegner des Eudämonismus. Er verwarf die Lehren, die das Glück zum Wertmaßstab machen. Eine Eudaimonie als Ziel im Sinn der antiken Konzepte lehnte er prinzipiell ab: „Erster Satz meiner Moral: man soll keine Zustände erstreben, weder sein Glück, noch seine Ruhe, noch seine Herrschaft über sich.“ Über das Glück könne man nicht verfügen, es liege im Schaffen und sei eine Begleiterscheinung beim Auslösen von Kraft. Glück sei keine Folge der Tugend, sondern stehe über aller Moral. Nietzsche betrachtete die mit Sokrates einsetzende Hinwendung zum Glücksstreben als Verfallserscheinung: „Als es mit der besten Zeit Griechenlands vorbei war, kamen die Moral-Philosophen.“ Von Sokrates an seien alle griechischen Denker in erster Linie Moralphilosophen gewesen, die das Glück gesucht hätten – „schlimm, dass sie es suchen mussten“.

#### 20. und 21. Jahrhundert
Nicolai Hartmann untersuchte den Eudämonismus in seiner Ethik (1926). Er befand, die Ethik der Aufklärung sei „zu aller Zeit“, in der antiken Sophistik ebenso wie im 17. und 18. Jahrhundert, eudämonistisch. Dem Eudämonismus komme es auf den Gefühlswert als solchen, auf ein Empfinden als Lebenszweck an. Die antiken Epikureer und Stoiker hätten aber keinen Eudämonismus in diesem Sinne vertreten. Mit eudaimonia sei nicht Glück oder Lust im geläufigen Sinne gemeint gewesen, sondern eine Fülle von ganz anderen Werten wie Selbstgenügsamkeit, Beherrschung der Triebe, Weisheit, Stille und Unerschütterlichkeit des Gemüts, innere Festigkeit, Freiheit, Überlegenheit über das Schicksal. Das seien die Maßstäbe von Glück und Unglück gewesen, das Lustmotiv klinge da nur von ferne an. Die Weltanschauung des antiken Christentums hingegen habe eine eudämonistische Grundstruktur aufgewiesen, sie sei von einem „Eudämonismus des Jenseits“ durchdrungen gewesen, denn man habe in erster Linie für sein eigenes Seelenheil gesorgt. Der „Altruismus des Diesseits“ sei „zugleich Egoismus des Jenseits“ gewesen. Dieser Eudämonismus habe sich auch im Märtyrertum gespiegelt. Der neuzeitliche Eudämonismus beziehe konsequenter als jemals der antike „das ganze Reich moralischer Erscheinungen auf Glückseligkeit“; bei allem werde gefragt, ob es „nützlich“ für diesen Zweck sei. Man habe nur noch das „Nützliche“ vor Augen. Dabei werde vergessen, dass es „zu etwas“ nützlich sein sollte und der Nutzen nur ein Mittel sei. So werde das Leben zu einem Hasten nach Mitteln ohne eigentliches Zweckbewusstsein. Es komme zu einer „Verkümmerung und Verarmung des Wertgefühls“ und damit schließlich auch zur Abwendung vom Eigenwert der Eudämonie. So führe der Eudämonismus zuletzt zu seiner Selbstaufhebung.
Hans Reiner erarbeitete eine Klassifizierung der verschiedenen Erscheinungsformen philosophischer Reflexion über die Thematik, die er 1972 in einer knappen Übersichtsdarstellung vorlegte. Dabei verwendete er einen modernen Eudämonismus-Begriff, der im Gegensatz zu den Konzepten der nichthedonistischen antiken Philosophen das Luststreben einbezieht, also auch hedonistische Lehren umfasst. Reiner unterschied zwischen einem Eudämonismus der Handlungstheorie und einem Eudämonismus der Sittlichkeitsbegründung. Zum Letzteren gehören nach seiner Systematik alle ethischen Lehren, welche das Glück zum höchsten Gut machen und daher das Streben nach ihm zu einer moralischen Pflicht, aus der die übrigen Pflichten hervorgehen und der sie untergeordnet sind. Zum handlungstheoretischen Eudämonismus zählen alle psychologischen Theorien, denen zufolge jedes menschliche Handeln – also nicht nur das sittliche – von Natur aus letztlich auf einen Endzweck abzielt, der im Glück (happiness) besteht. In der Handlungstheorie werden verschiedene Arten von „Eudämonie“ (Glück oder Lust im weitesten Sinn) unterschieden. Als „hedonistischer Eudämonismus“ wird die Bestimmung des Ziels als dauerhafte Lust bezeichnet. Im „aretologischen Eudämonismus“ bildet die Tüchtigkeit oder Tugendhaftigkeit das Hauptelement der Eudämonie oder ist mit ihr gleichzusetzen. Im „ontologischen Eudämonismus“ ist das Ziel ein von allen Mängeln befreites Sein. Ein „voluntaristischer Eudämonismus“ sieht das Glück in der Sättigung des Willens.
Wilhelm Kamlah unternahm 1972 den Versuch, „das alte Wort ‚Eudämonie‘ (…) wieder zu Ehren zu bringen“. Er machte geltend, Kant habe den ursprünglichen antiken Eudaimonismus nicht verstanden. Diesen gelte es nun wiederzuentdecken, „gleichsam mitten hindurch“ zwischen dem Hedonismus und dem Moralismus. Zum Gelingen des Lebens komme es darauf an, die Eudämonie als das höchste Gut nicht aus dem Auge zu verlieren. Die „eudämonische Gelöstheit“ sei die unabdingbare Grundbedingung des Lebens, des Ruhens und des ruhigen Sterbens.
Jürgen-Eckardt Pleines schrieb 1984, es gebe durchweg sachliche Gründe, „das Gespräch mit Aristoteles genau dort wieder aufzunehmen, wo es im Prinzip abzureißen drohte, an dessen Glückseligkeitslehre“. 1994 konstatierte Nicholas White einen wachsenden Einfluss des Aristotelismus im zeitgenössischen ethischen Diskurs, insbesondere im englischsprachigen Raum, sowie eine zunehmende Neigung zum „eudaimonism“. Diesen definierte er als die Position, nach der das einzige rationale Endziel des Menschen sein eigenes Glück oder Wohlergehen ist. Zwar seien nicht alle modernen eudämonistischen Modelle aristotelisch, doch habe die neuere Diskussion dem aristotelischen Denken viel zu verdanken und man könne von einem neuaristotelischen Eudämonismus sprechen. Malte Hossenfelder bemerkte 1996, bei der Betrachtung zeitgenössischer Glückstheorien zeige sich, dass vielfach in antiken Begriffen gedacht werde. Die antiken Texte hätten das Glücksdenken „bis heute entscheidend geprägt“. Christoph Horn stellte 2000 die Frage, ob es in der gegenwärtigen philosophischen Theorielandschaft plausible Konzeptionen des guten, gelingenden oder glücklichen Lebens analog zu den antiken Modellen gebe oder ob sich Kants negative Einschätzung durchgesetzt habe. Horn stellte fest, die Überzeugung von der prinzipiellen Theoriefähigkeit der Grundfragen einer gelingenden Lebensführung habe in den letzten zwei Jahrzehnten des 20. Jahrhunderts mehr und mehr Anhänger gefunden. William J. Prior plädierte 2001 für eine moderne eudämonistische Tugendethik, die an das Konzept des Aristoteles anknüpfen solle, denn dieses sei die plausibelste der herkömmlichen eudämonistischen Theorien. 2012 verteidigten Mark LeBar und Nathaniel Goldberg einen „psychologischen“ Eudämonismus im Sinne der in der Antike vorherrschenden Handlungstheorie, die bei allen Menschen ein Streben nach dem „guten“, glücklichen Leben als maßgebliche motivierende Kraft annimmt.